# Église Saint-Lucien de Courcelles-sur-Viosne
L'église Saint-Lucien est une église catholique paroissiale située à Courcelles-sur-Viosne, dans le Val-d'Oise, en France. À l'extérieur, le clocher roman du second quart du XIIe siècle constitue son élément le plus intéressant. Il subsiste de la première église, qui devait être achevée en 1161, date de fondation de la paroisse, et se limiter à un seul vaisseau. La base du clocher possède l'une des voûtes d'ogives les plus anciennes du département, et une dizaine de chapiteaux romans. Le chœur gothique du début XIIIe siècle est très austère à l'extérieur, mais présente une architecture élégante et soignée à l'intérieur. C'est l'un des très rares chœurs à double vaisseau de la région, à l'instar de Genainville. Le vaisseau du sud est situé dans l'axe de la nef romane et du clocher. L'autre vaisseau, qui compte une travée supplémentaire au nord du clocher, est complété par une deuxième nef bientôt après sa construction. Cette nef, ainsi que l'autre, est simplement plafonnée, et dénuée d'intérêt. L'église Saint-Lucien en tient toutefois la particularité d'être une église à double nef. Elle a été classée monument historique par arrêté du 14 octobre 1908, et est aujourd'hui affiliée à la paroisse Avernes et Marines, et des messes dominicales y sont célébrées irrégulièrement, cinq fois par an.

## Localisation

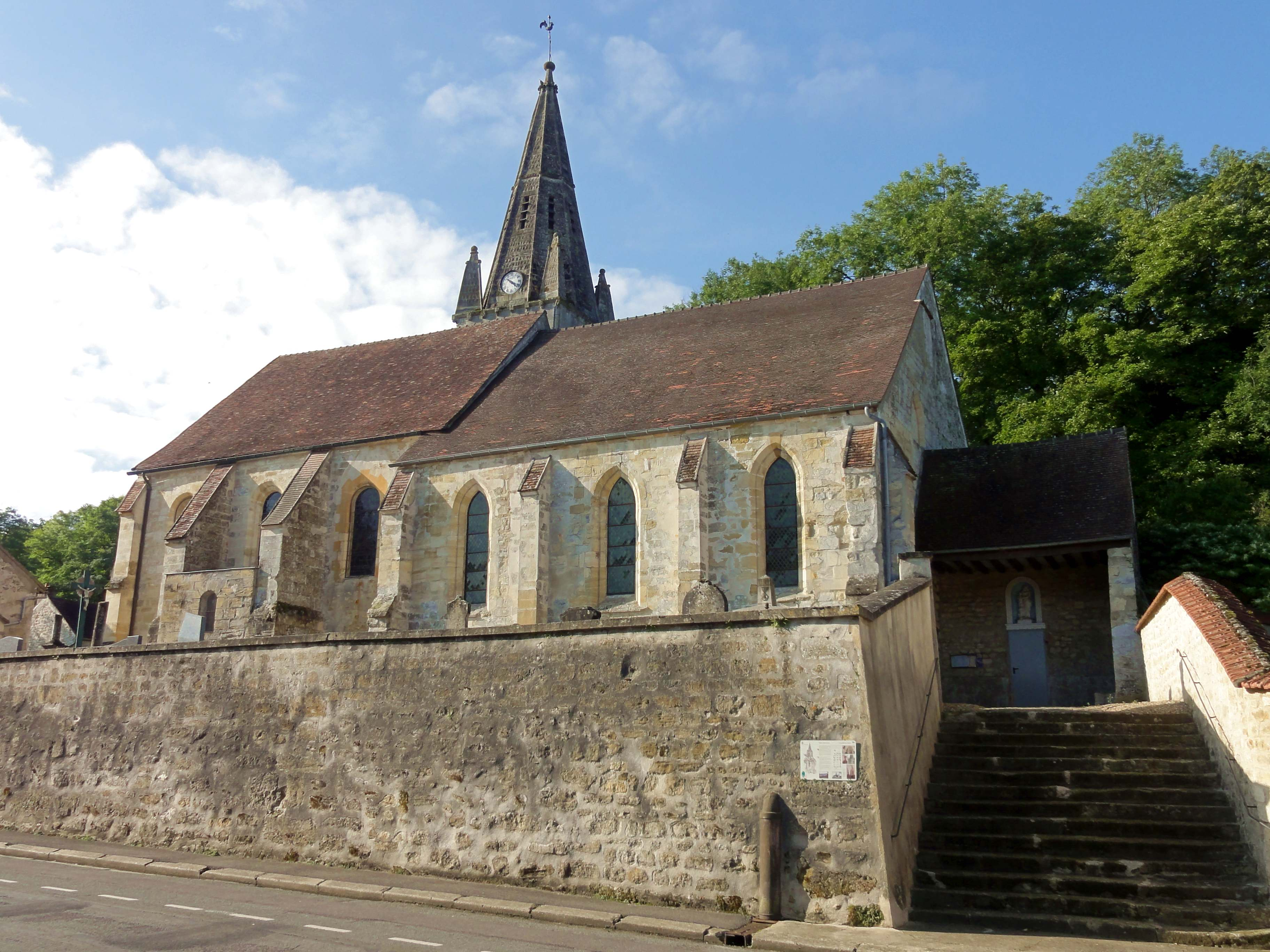
Vue depuis le nord-ouest.

L'église est située en France, en région Île-de-France et dans le département du Val-d'Oise, dans le Parc naturel régional Oise-Pays de France, dans la vallée de la Viosne, sur la commune de Courcelles-sur-Viosne, rue de la Libération. Elle est bordée par le cimetière au nord et au sud. Le terrain est en pente, et surplombe légèrement la rue grâce à un mur de soutènement. Depuis le trottoir, il faut gravir un escalier de quatorze marches pour atteindre le cimetière et l'église. C'est l'élévation septentrionale qui donne sur la rue, mais l'édifice prend du recul par rapport à celle-ci. Il ne possède pas de façade occidentale à proprement parler, car le mur occidental donne presque immédiatement sur un terrain privé, et n'est pas exposée à la vue. Il est précédé d'un porche, qui donne également accès à la partie arrière du cimetière. On peut également y accéder en passant devant le chevet, qui lui aussi donne presque immédiatement sur une propriété privée.

## Historique

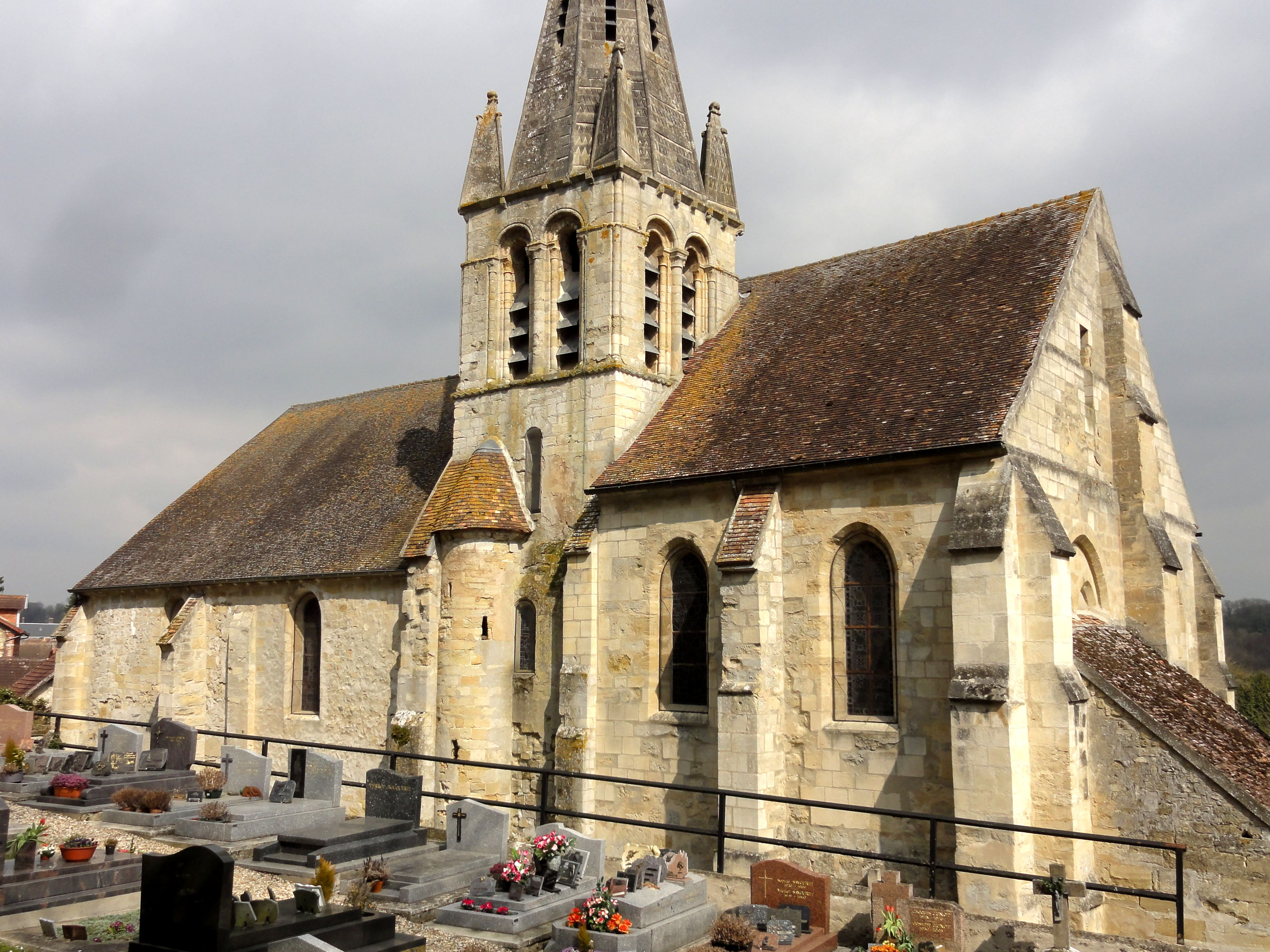
Vue depuis le sud-est.

La paroisse aurait été érigée en 1161 selon l'abbé Vital Jean Gautier. L'église est dédiée à saint Lucien, apôtre du Beauvaisis et premier évêque de Beauvais, martyrisé à la fin du IIIe siècle. Sous l'Ancien Régime, Courcelles-lès-Pontoise relève du doyenné de Meulan, de l'archidiaconé du Vexin français et de l'archidiocèse de Rouen. Le collateur de la cure est l'archevêque de Rouen. — L'élément le plus ancien de l'église actuelle est la base du clocher. Ses chapiteaux et sa modénature indiquent clairement une construction romane, tandis que sa configuration ne laisse pas de doute que le voûtement d'ogives était prévu dès l'origine, ce qui indique les années 1120 / 1130 : avant, le voûtement d'ogives n'apparaît que dans quelques édifices précurseurs, tandis que les chapiteaux préfigurent déjà la première période gothique à partir des années 1140. Le mur méridional de la nef semble dater de la même époque, comme le suggère le contrefort plat en son milieu.
Le chœur roman est démoli vers le début du XIIe siècle, et remplacé par un vaste chœur gothique à double vaisseau. La nef est dédoublée, et les deux vaisseaux sont munis d'une toiture commune à deux rampants. L'église Saint-Lucien devient ainsi une église à double nef, comme l'église Saint-Pierre de Genainville semble l'avoir été dès le départ. La région connaît d'autres exemples d'églises partiellement romanes, où l'actuel vaisseau central a été bâti à côté de l'ancien, qui a été maintenu : Allonne, Bailleval, Cauvigny, Fontenay-en-Parisis, Limay (dans un premier temps, démoli au XVIIe siècle), Monchy-Saint-Éloi, Villers-Saint-Frambourg, etc. Mais sauf à Allonne et Cauvigny, l'ancien vaisseau central prend le caractère d'un bas-côté. L'église est classée monument historique par arrêté du 14 octobre 1908, à l'exclusion de la nef. — Après le rattachement au nouveau diocèse de Versailles créé sous la Révolution française pour regrouper les paroisses du département de Seine-et-Oise, Courcelles-sur-Viosne change une seconde fois de diocèse en 1966, quand la refonte des départements d'Île-de-France motive l'érection du diocèse de Pontoise, qui correspond au territoire du nouveau département du Val-d'Oise. Le village est à présent affilié à la paroisse Avernes et Marines, qui est très étendue, et réunit pas moins de trente-cinq clochers. Les messes dominicales sont célébrées en l'église Saint-Lucien environ cinq fois par an, le samedi soir ou le dimanche à 9 h 30.

## Description

### Aperçu général

Plan de l'église.

Orientée irrégulièrement vers le sud-est du côté du chevet, l'église répond à un plan dissymétrique à double vaisseau. La double nef compte trois travées non voûtées, et simplement plafonnées. La base du clocher est établie dans le prolongement du vaisseau méridional, qui correspond à la nef primitive. Le chœur, très homogène, compte trois travée dans le prolongement du vaisseau septentrional, et deux travées à la suite de la base du clocher. Aussi bien la base du clocher que le chœur sont voûtés d'ogives. Le chœur de gauche, au nord, correspond au chœur liturgique. Une chapelle peu profonde s'ouvre depuis sa seconde travée. Elle est voûtée en berceau. Une tourelle d'escalier flanque l'angle sud-ouest du clocher. L'unique portail, dans le mur occidental du vaisseau septentrional, est précédé d'un porche. La sacristie est accolée au chevet du chœur de droite. Les deux vaisseaux sont recouverts ensemble d'une toiture à deux rampants, avec des pignons à l'ouest et à l'est.

### Intérieur

#### Double nef

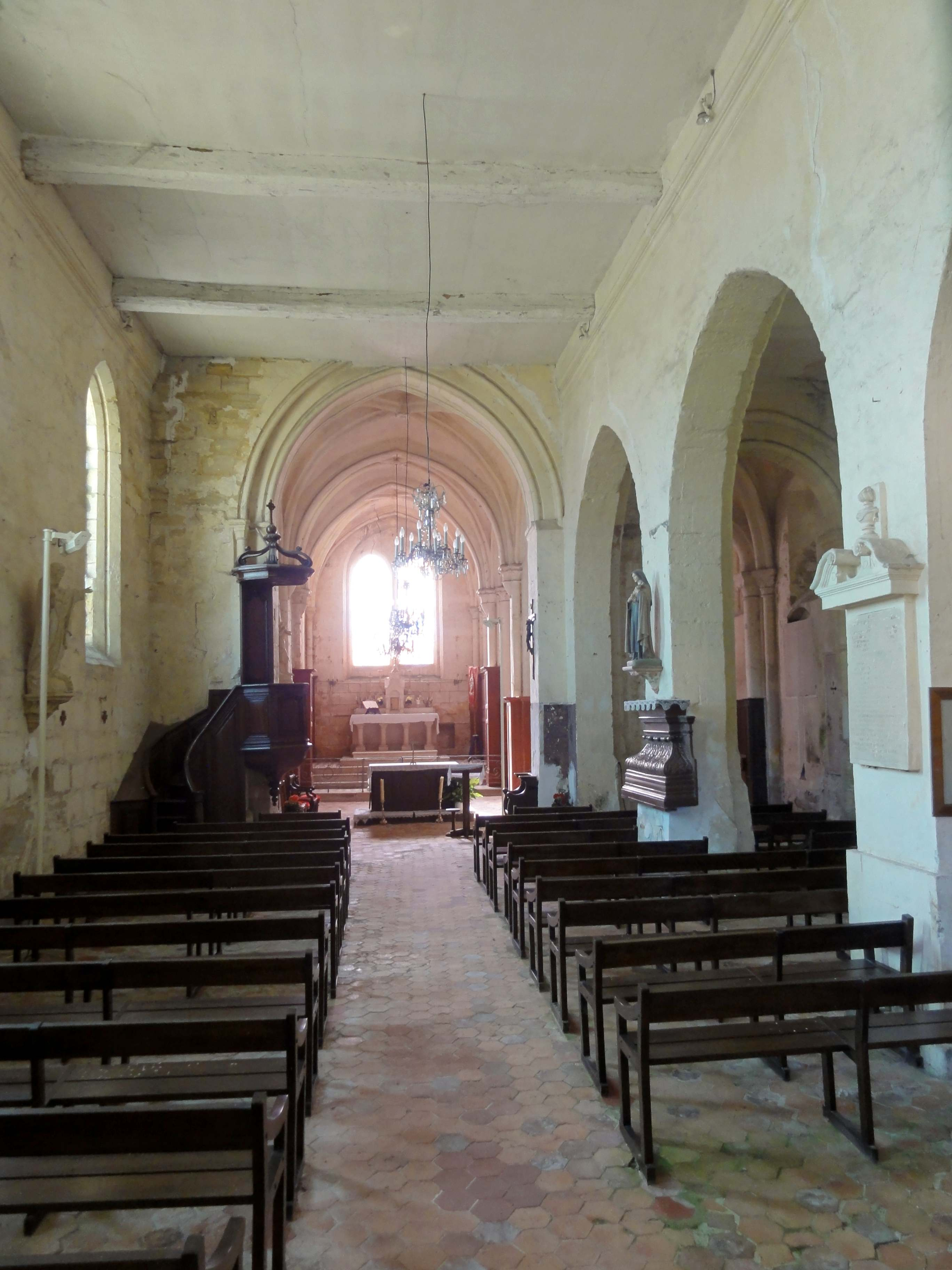
Nef de gauche, vue vers l'est.

Il n'est pas évident lequel des deux vaisseaux est à qualifier de nef, et lequel de collatéral. Les deux sont à un seul niveau d'élévation. La nef de l'église romane du second quart du XIIIe siècle est celle de droite ou du sud. Elle est d'environ un quart moins large que la nef de gauche ou du nord. L'éclairage vient de seulement deux lancettes simples en arc brisé régulièrement réparties, ce qui suggère deux travées, et le mur gouttereau sud est effectivement épaulé par un unique contrefort plat roman en son milieu. Les trois grandes arcades en tiers-point, d'une rare austérité par rapport aux autres églises du Vexin, sont à double rouleau vers la nef de droite, mais à simple rouleau vers la nef de gauche, ce qui donne à penser que ce dernier a été rajouté en tant que collatéral. Bernard Duhamel pense que ce fut au moment de la construction du chœur actuel, ou peu de temps après. Au plus tard depuis la suppression du portail occidental primitif, à une époque indéterminée, c'est toutefois la nef primitive qui tient lieu de collatéral. La visibilité du chœur y est moins bonne, car le vaisseau se rétrécit au niveau de la base du clocher. L'on a donc aménagé le maître-autel dans le chœur de gauche, qui est mieux visible. Par conséquent, c'est la nef de gauche accueille de préférence les fidèles. Elle a également l'avantage d'être mieux éclairée, car conformément au nombre de trois arcades, le jour entre par trois lancettes simples depuis le nord. Elles sont plus aigües que leurs homologues du sud, et ont un soubassement moins élevé. Un double ressaut chanfreiné les entoure. Ni la nef de gauche, ni la nef de droite ne possèdent le moindre décor sculpté. On peut seulement signaler une corniche moulurée en haut des murs de la nef de gauche. Les plafonds plats, à poutres apparentes, sont sans caractère. Le sol est pavé de tomettes en terre cuite. Du fait du dénuement qui règne dans les deux vaisseaux, le regard est automatiquement attiré par les parties orientales, dont l'architecture est recherchée. Les arcades occidentales de la base du clocher et du chœur appartiennent aux campagnes de construction respectives de ces deux parties de l'église.

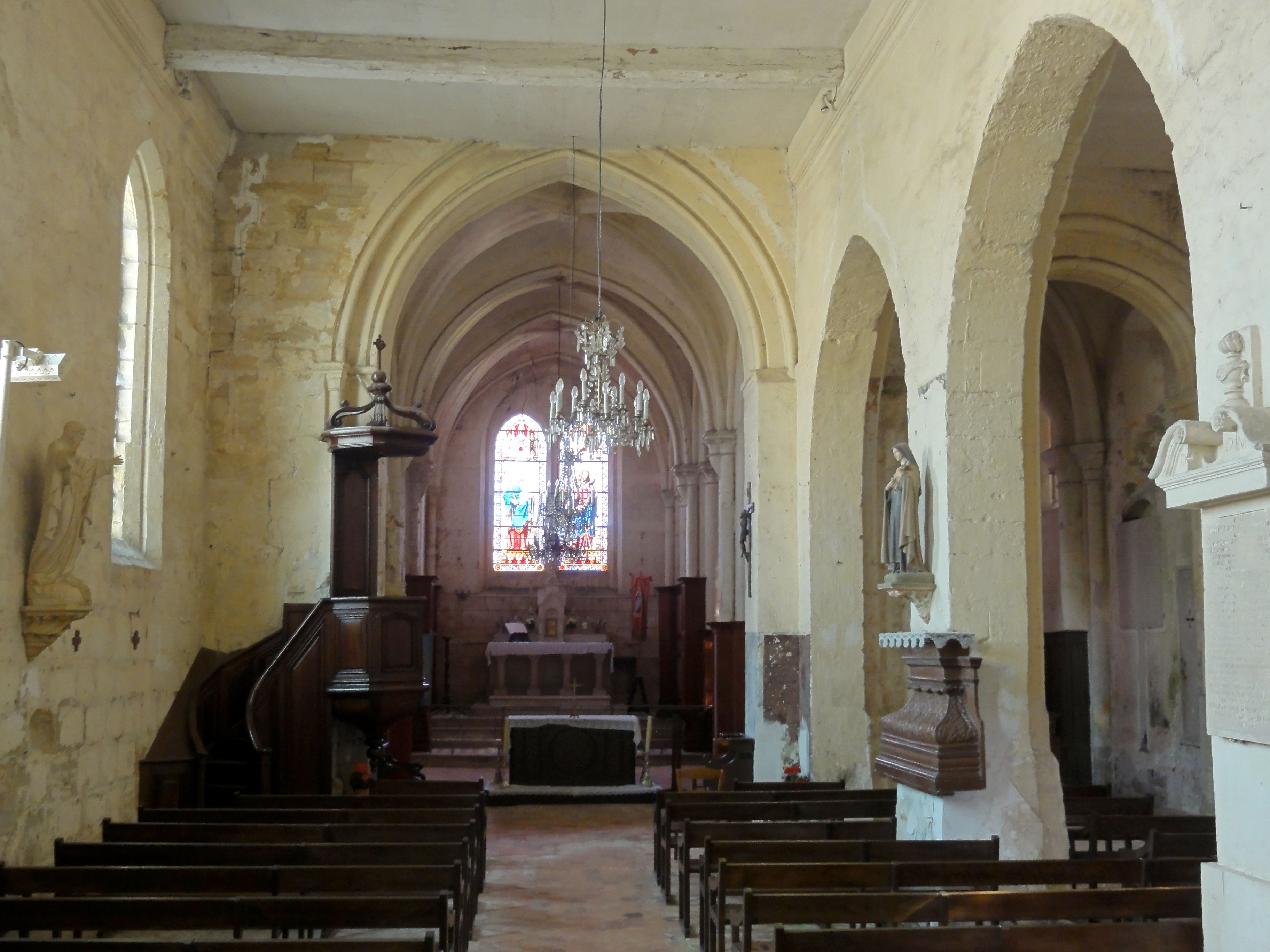
Nef de gauche, vue vers l'est.
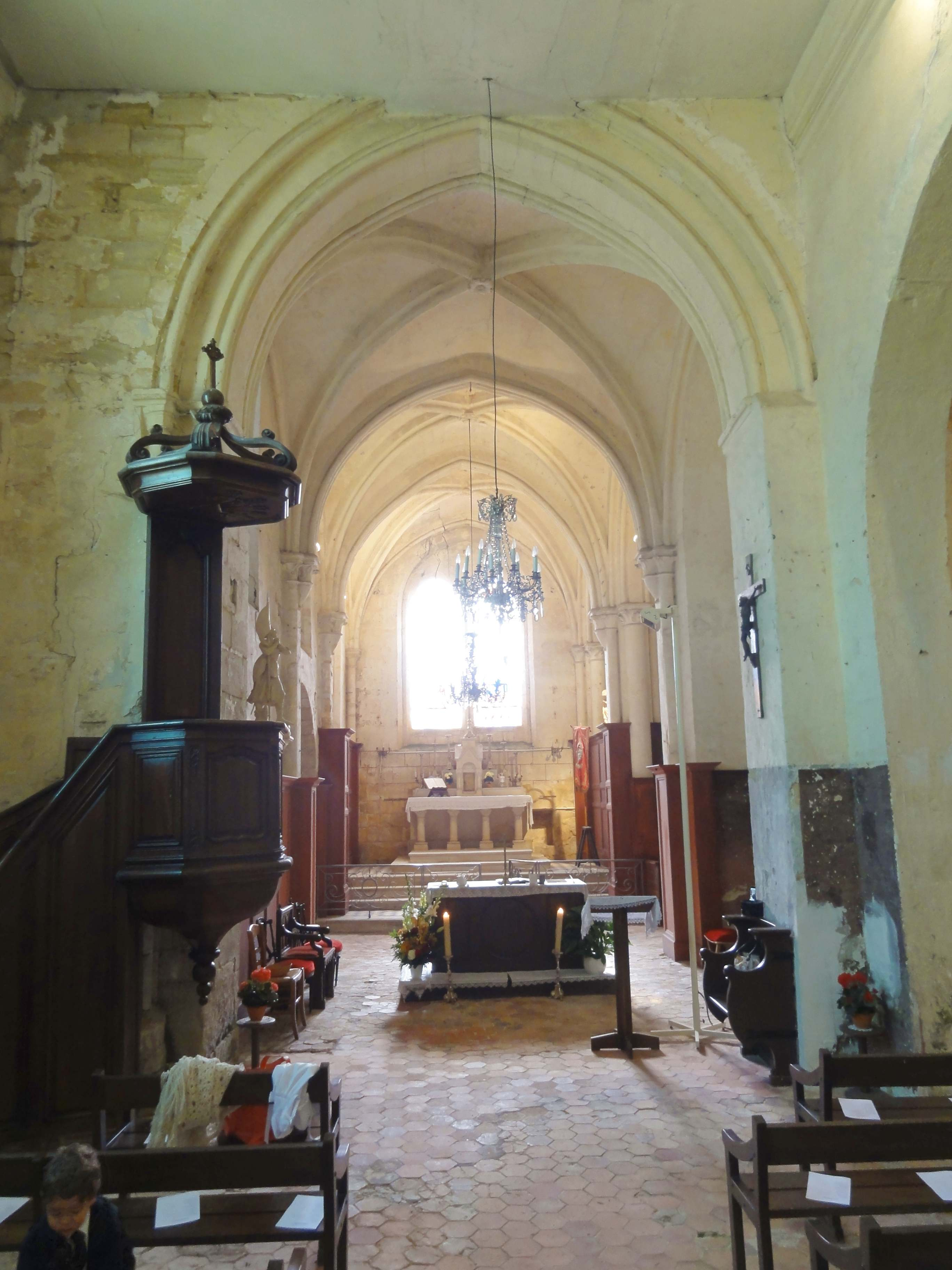
Nef de gauche, vue vers l'est dans le chœur.
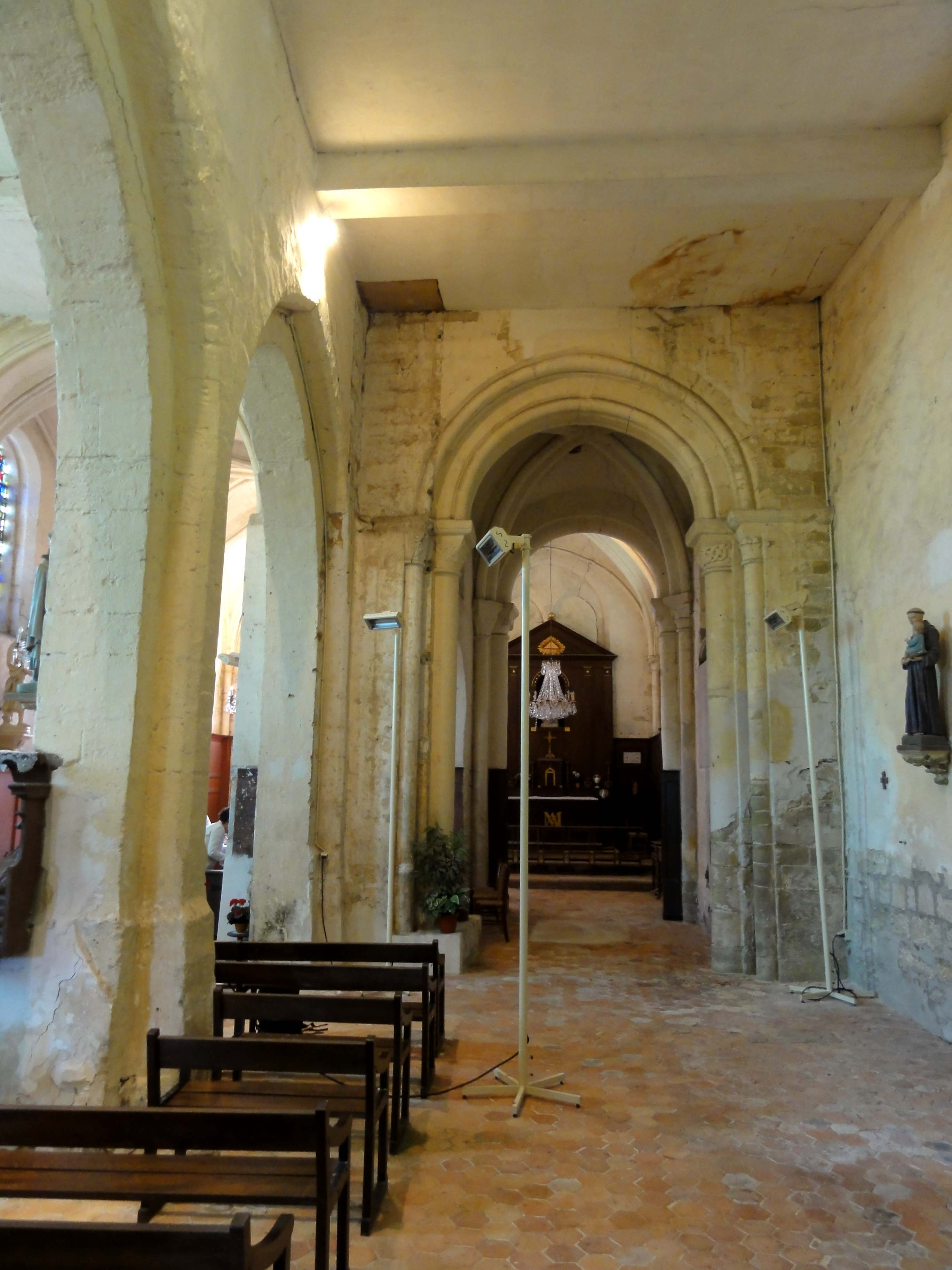
Nef de droite, vue vers l'est.
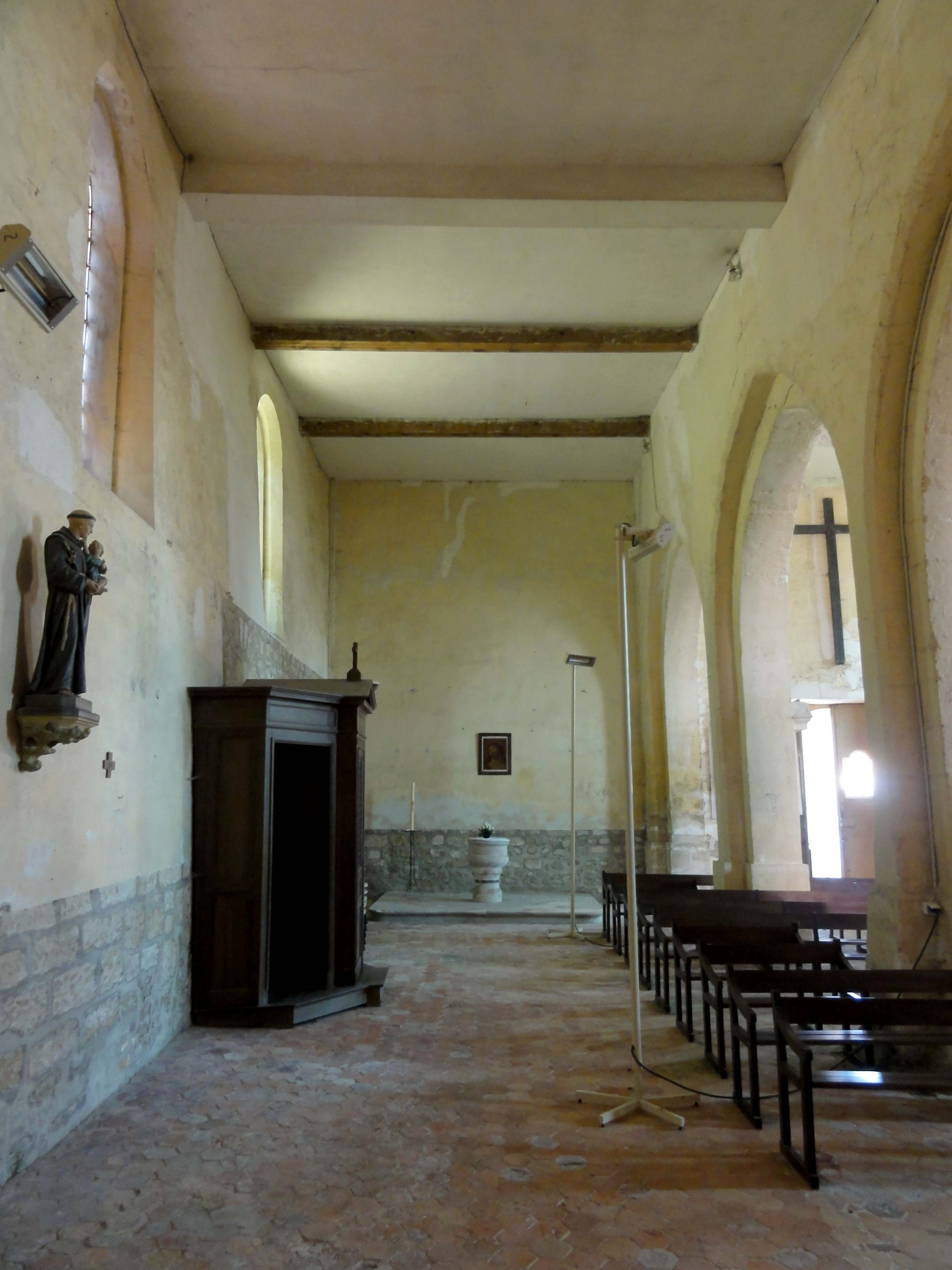
Nef de droite, vue vers l'ouest.
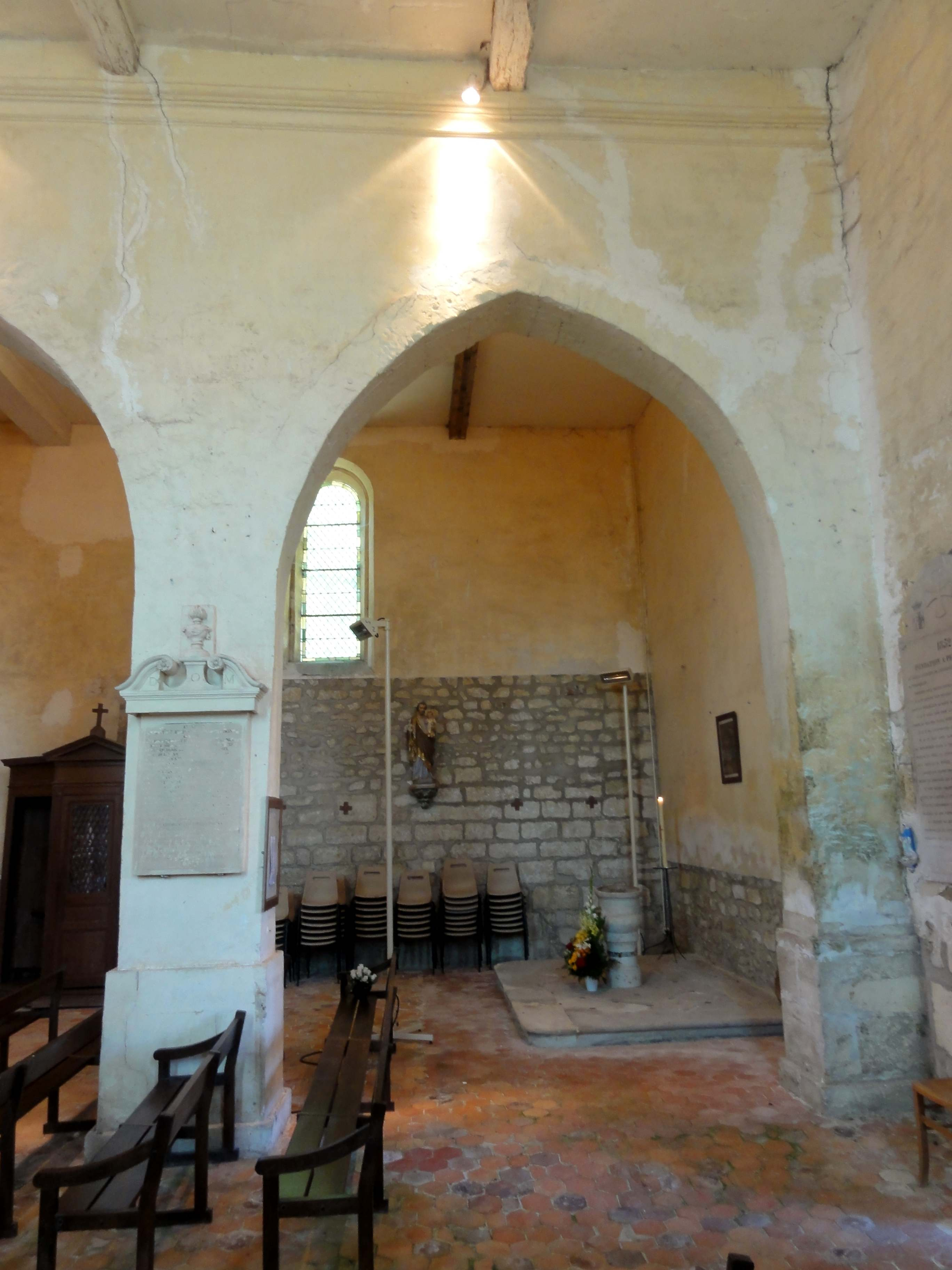
Nef de gauche, vue par la 1re grande arcade.
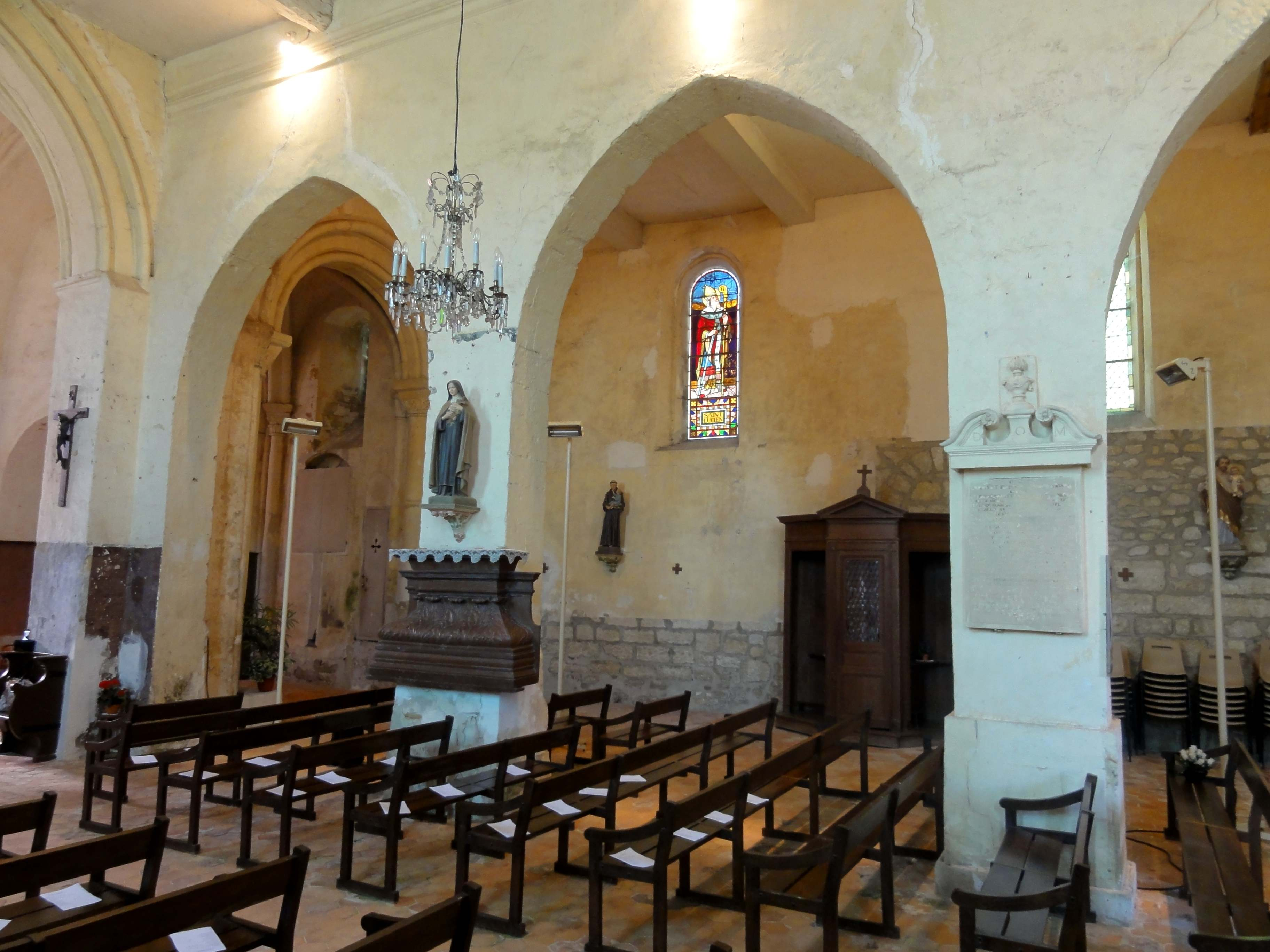
Nef de gauche, 3e et 3e grande arcade.

#### Base du clocher

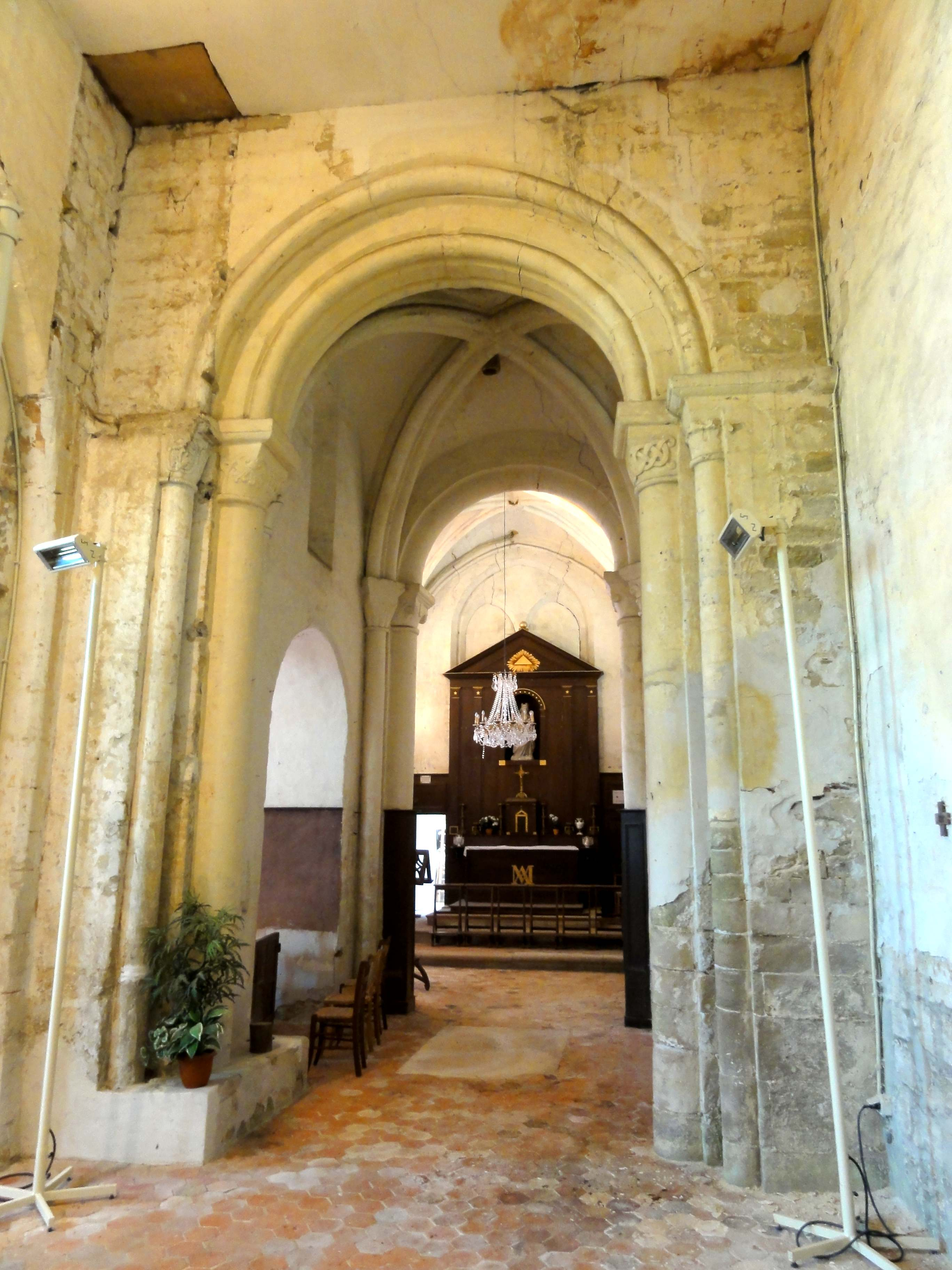
Vue depuis la nef.

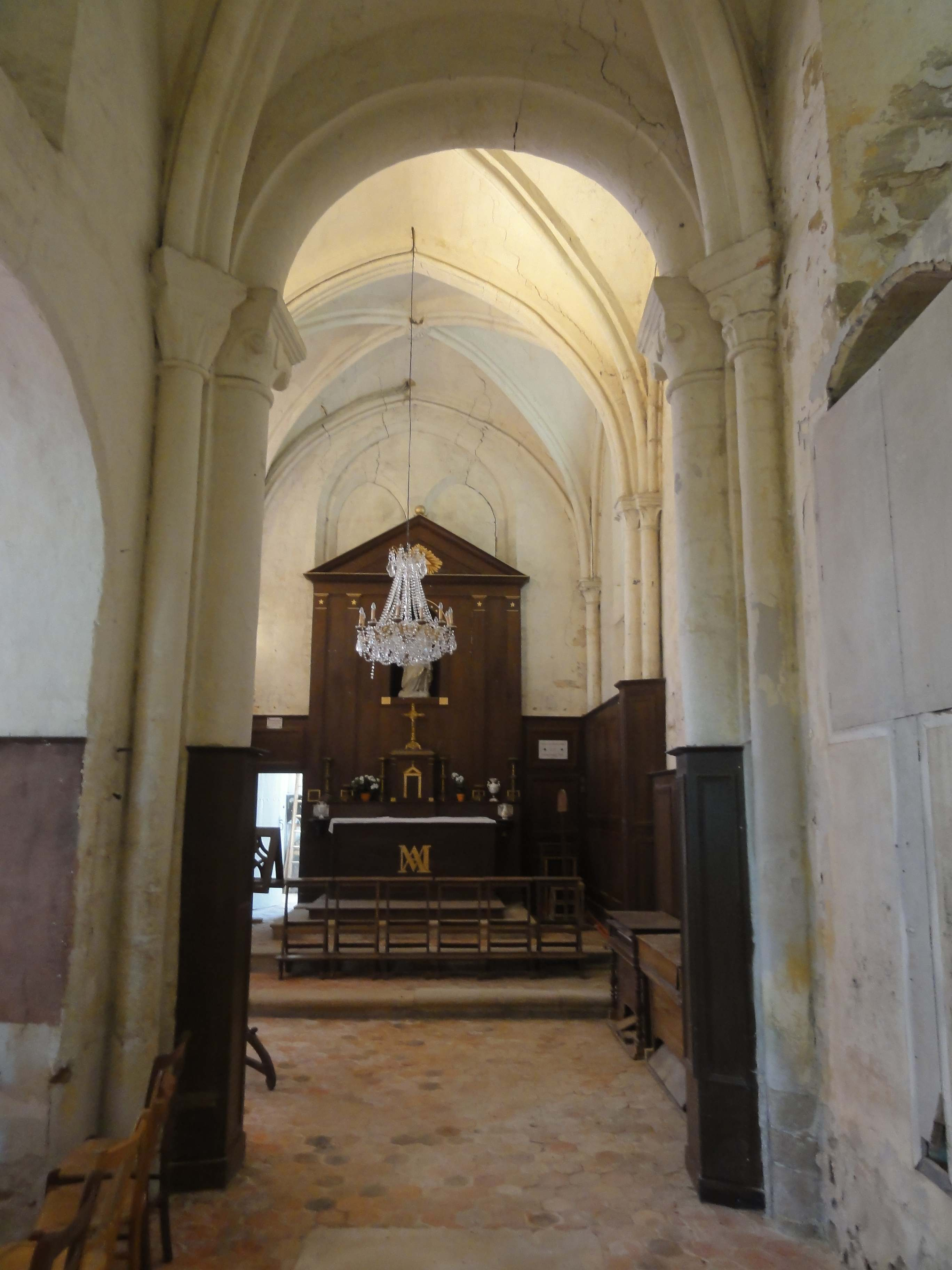
Vue vue vers l'est.

La base du clocher est de plan carré. Elle ne constitue pas une ancienne croisée du transept, car des fenêtres latérales existent au nord et au sud. Assez curieusement, elles sont en arc légèrement brisé, contrairement aux deux arcades et aux baies des deux étages. Elles sont poussées haut sous les lunettes de la voûte, et leur large ébrasement paraît tronquée près de l'arc d'inscription de la voûte, auquel il ne touche toutefois pas directement. La fenêtre septentrionale donne sur l'intérieur du chœur du début du XIIIe siècle. En dessous, une arcade en plein cintre a été ouverte dans le mur dans le contexte de la construction de ce chœur. Elle est à angles vifs, et dépourvue de supports. Ce que la base du clocher offre d'intéressant, sont sa voûte d'ogives romane et ses chapiteaux. Ils sont au nombre de dix. Depuis la nef de droite, la travée s'ouvre par un arc triomphal en plein cintre, qui est à double rouleau vers la nef, mais à simple rouleau vers l'intérieur de la travée. Le rang de claveaux supérieur est mouluré d'un gros tore, et le rang de claveaux inférieur est mouluré d'un méplat entre deux tores dégagés. Le premier retombe sur des colonnettes à chapiteaux logées dans les angles rentrants des piédroits, et le second, sur des colonnes à chapiteaux pour moitié engagées dans les piédroits. Comme à Cergy, les ogives, également en plein cintre, affichent une fine arête entre deux gros tores, du même diamètre que ceux de l'arc triomphal. Elles sont reçues sur des colonnettes à chapiteaux implantées à 45°, face aux ogives. La clé de voûte n'est pas décorée, et les formerets font défaut. Le voûtain occidental a été percé d'un grand trou pour la remontée des cloches. L'arcade orientale, qui assurait la communication avec le sanctuaire roman, est à simple rouleau des deux côtés, et affiche un profil différent : elle est moulurée d'un gros boudin, comme à Acy-en-Multien, Bémont, Brignancourt, Marolles, Néry et Pondron, et, associé à des voûtes d'arêtes, à Seraincourt et Saint-Gervais. Comme côté nef, la retombée s'effectue sur les chapiteaux de colonnes engagées.
Les tailloirs des chapiteaux accusent trois profils différents, qui sont tous peu complexes : une plate-bande en haut, et un chanfrein, deux étroits cavets ou un quart-de-rond en bas. Les deux gros chapiteaux à l'est sont sculptés de feuilles plates et de volutes d'angle, comme certains chapiteaux du bas-côté nord de Saint-Clair-sur-Epte. En complément à ces volutes, le chapiteau de l'ogive dans l'angle sud-est affiche en bas une collerette de godrons. Des chapiteaux identiques existe à Cergy, Cormeilles-en-Vexin et Jouy-le-Moutier. Dans l'angle sud-ouest, l'on trouve des godrons seuls, et dans l'angle nord-ouest, l'on trouve des volutes d'angle au-dessus de feuilles plates. Ce sont des motifs courants et peu spécifiques. Les feuilles plates ou feuilles d'eau sont portées à la perfection dans l'église de Wy-dit-Joli-Village. Les godrons, d'origine normande, se sont répandus dans tout le nord de l'Île-de-France. Assez originaux sont les godrons entaillés d'un grand triangle en pointe, que l'on trouve dans l'angle nord-est. Le gros et le petit chapiteau au nord de l'arc triomphal sont sculptés de palmettes entourées ou reliées les unes aux autres par leurs tiges, comme on les trouve dans de nombreuses variations à Bury. Le gros chapiteau au sud de l'arc triomphal arbore un entrelacs en forme de 8 enchevêtrés, ce qui est l'un des effets de vannerie les plus simples. Le petit chapiteau à côté arbore un rang de délicates petites palmettes sous le tailloir, tandis que toute la partie inférieure de la corbeille est couverte de feuilles d'eau assez simples. On ne peut malheureusement plus se prononcer sur les bases et socles, qui ont été supprimés ou noyés dans le sol. Dans son ensemble, la base du clocher affirme bien son caractère roman, et sa voûte figure parmi les premières voûtes d'ogives du département, au même titre que ses homologues du bas-côté nord de Saint-Clair-sur-Epte, de l'ancienne base du clocher de Beaumont-sur-Oise, et des bases des clochers de Cergy, Frouville et Nesles-la-Vallée.

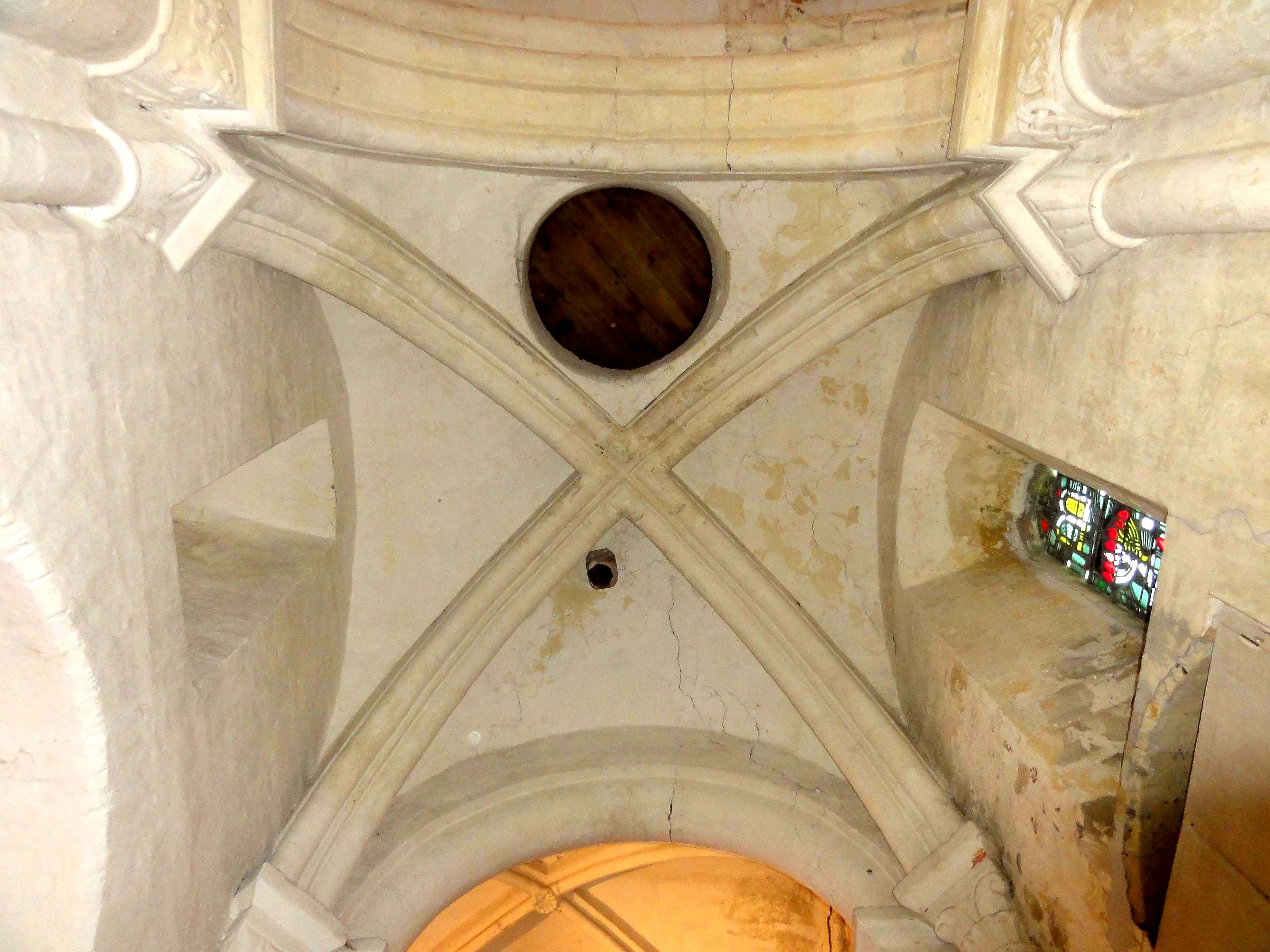
Voûte.
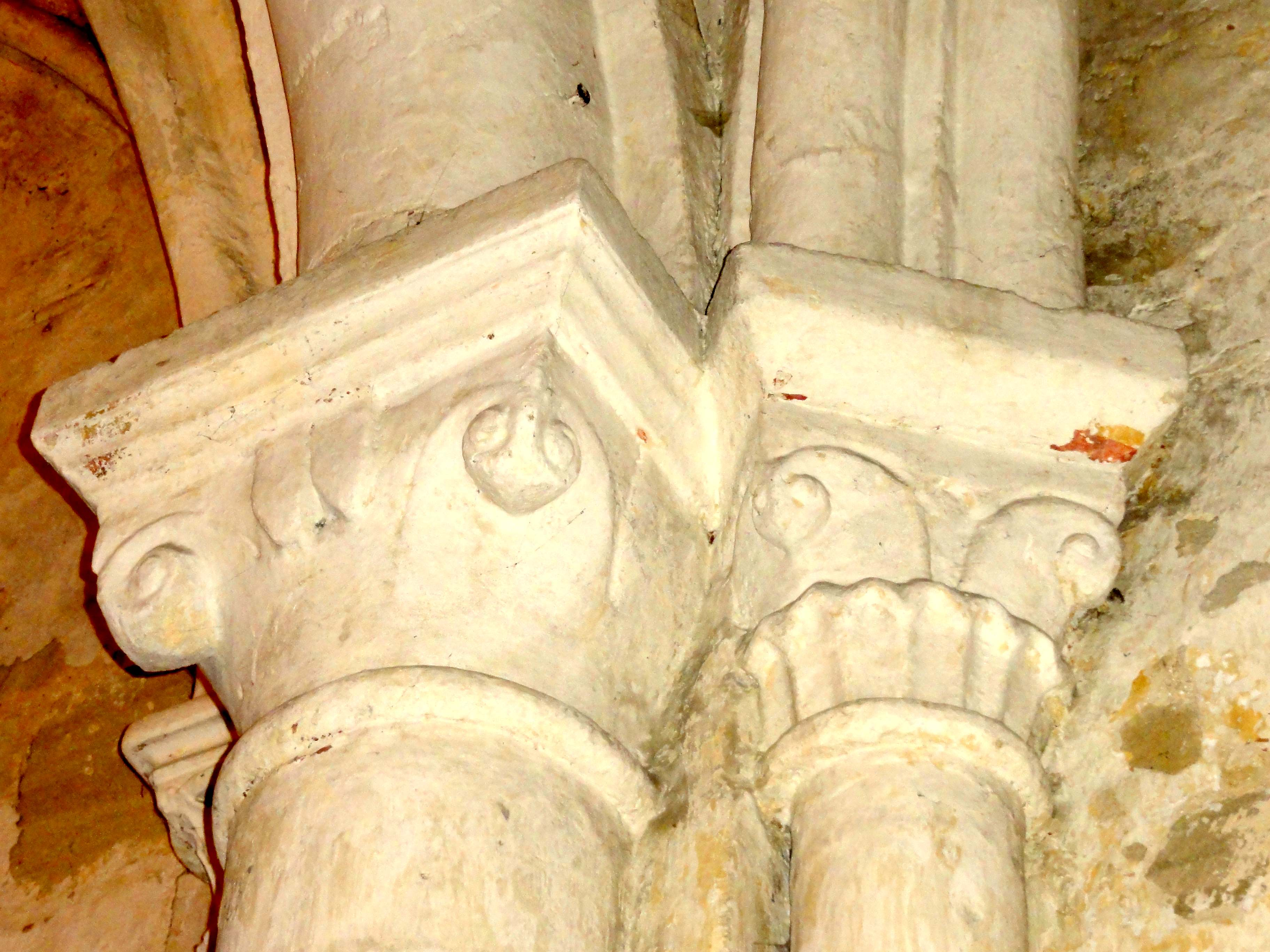
Chapiteaux dans l'angle sud-est.
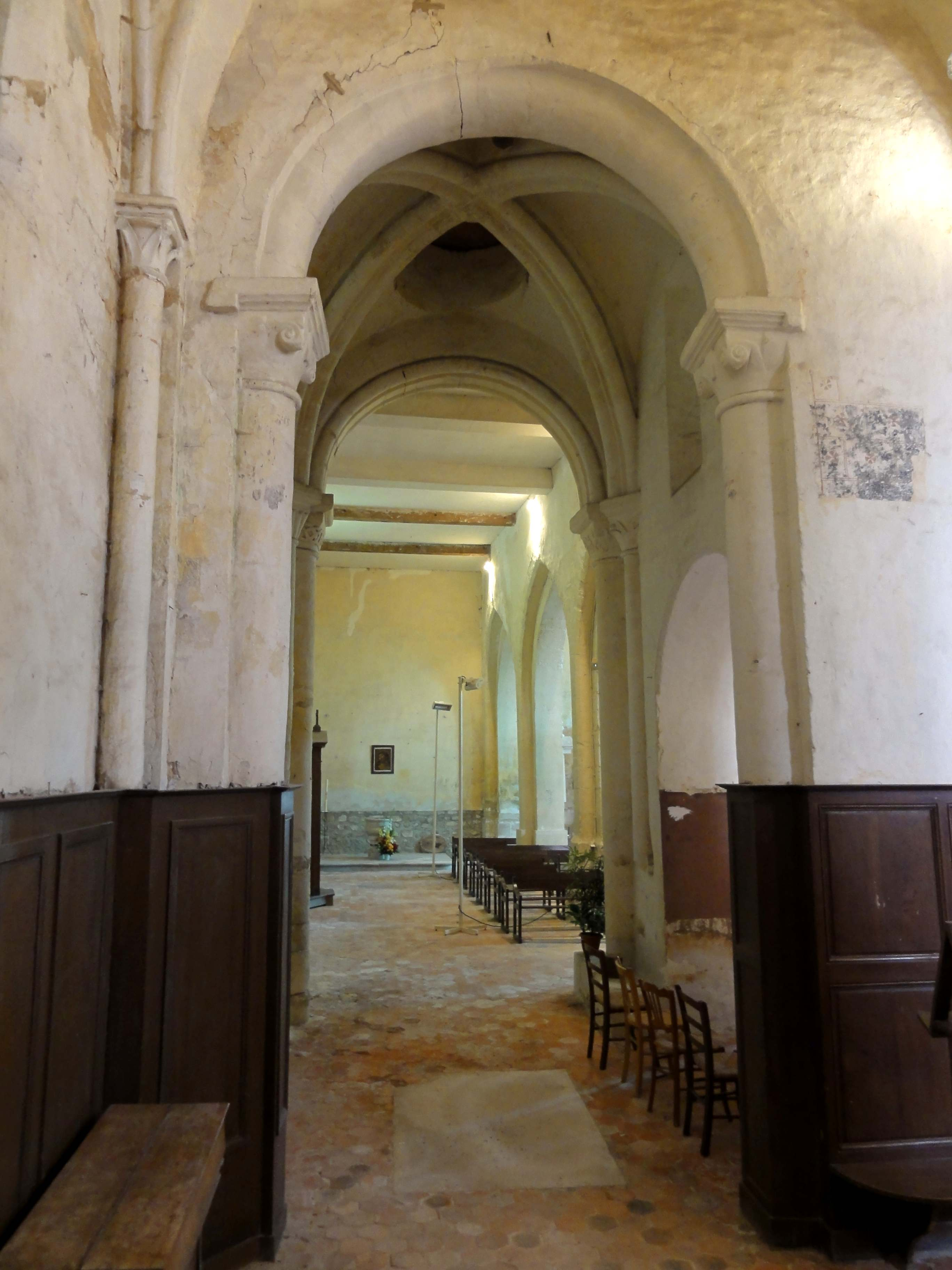
Vue depuis le chœur de droite (sud).
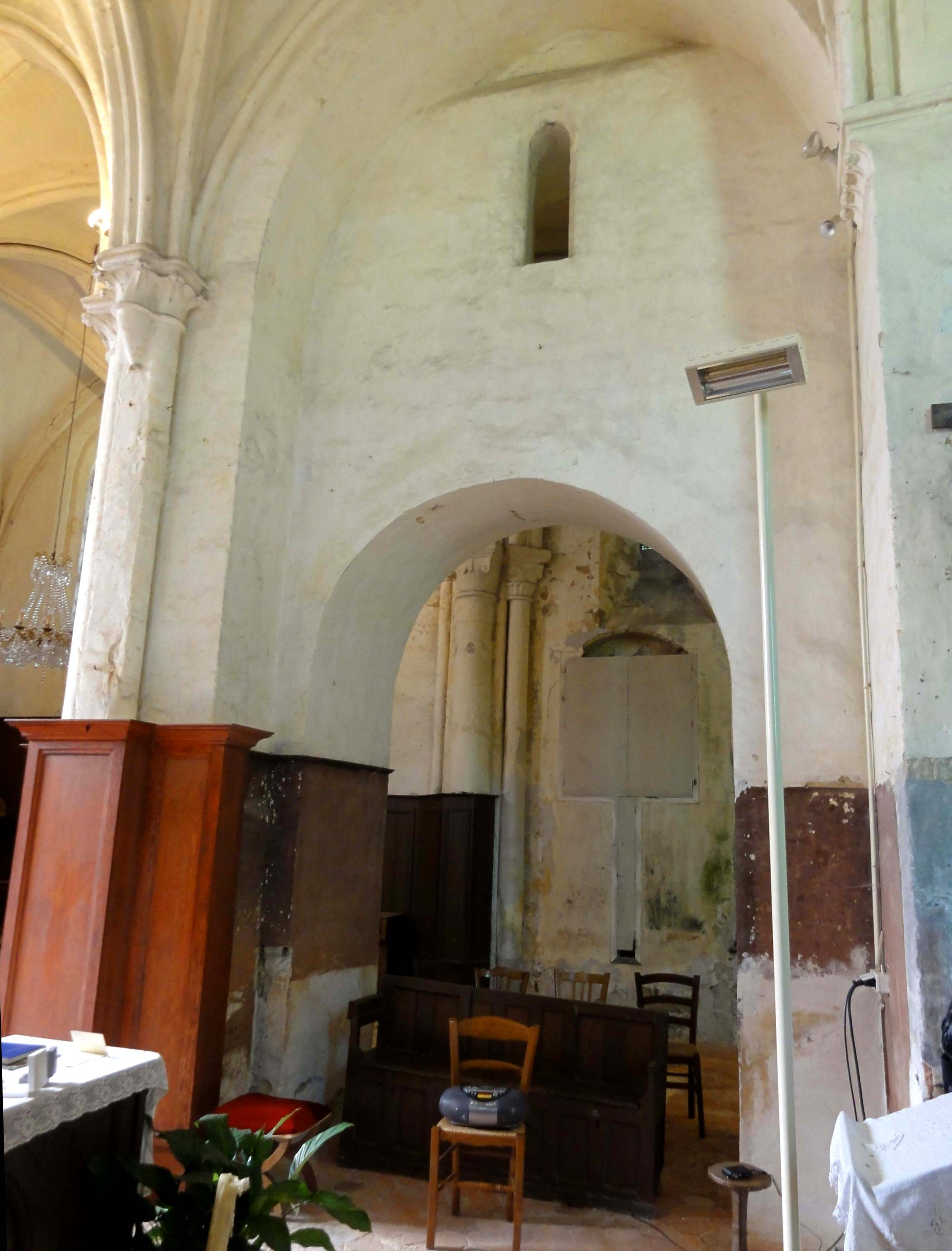
Vue depuis le chœur de gauche (nord).
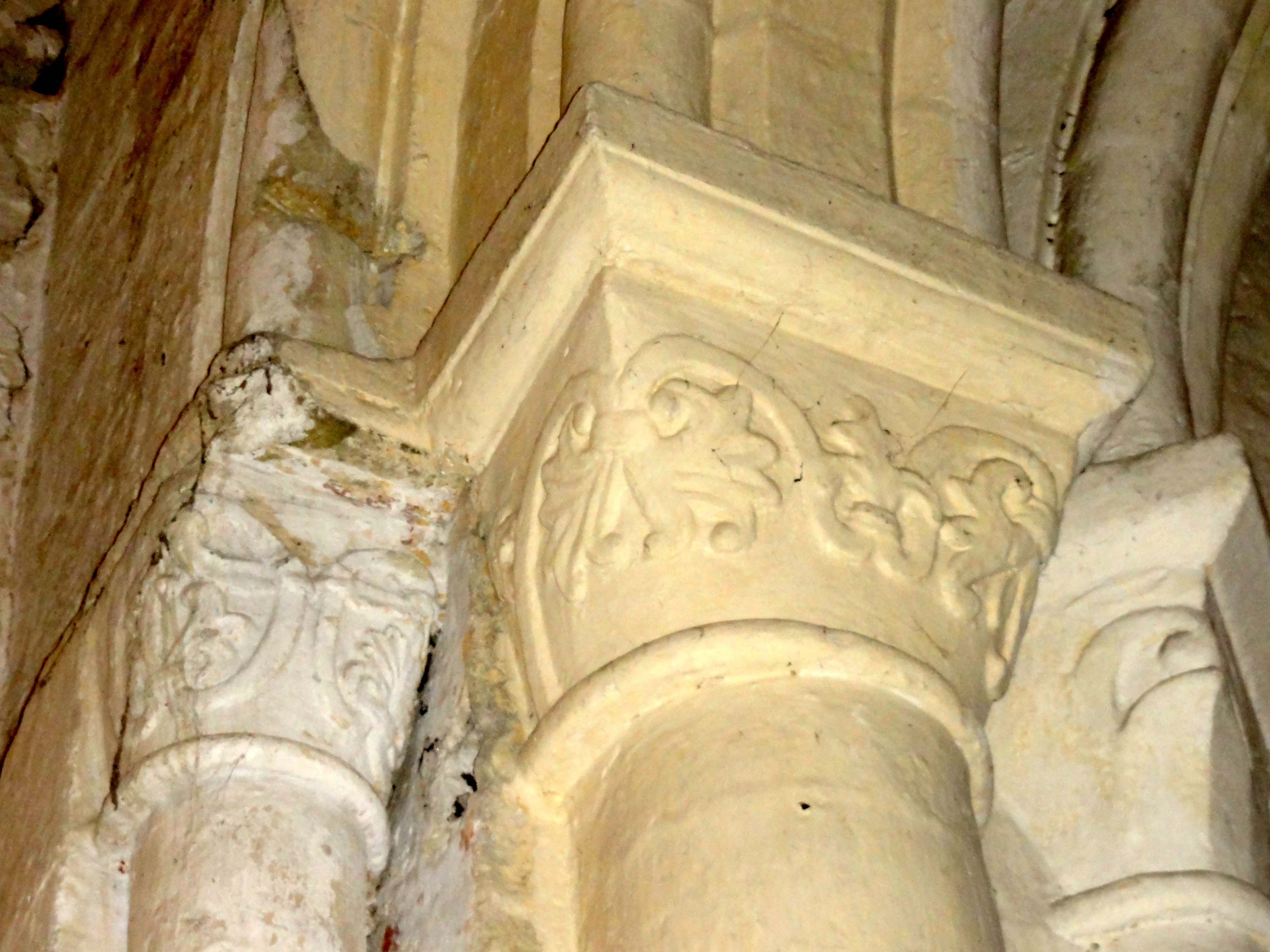
Arc triomphal, chapiteaux à gauche (nord).
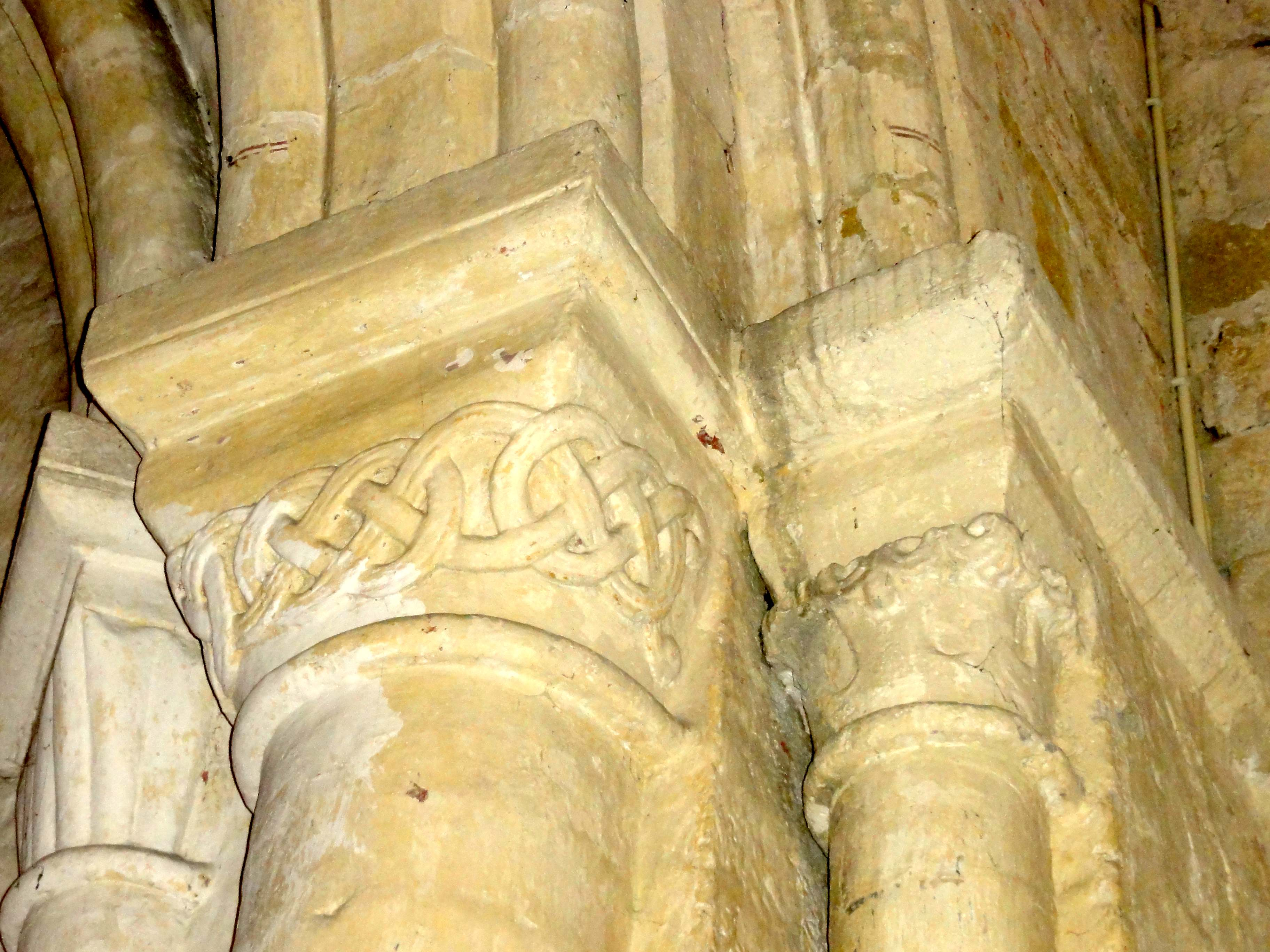
Arc triomphal, chapiteaux à droite (sud).

#### Chœur

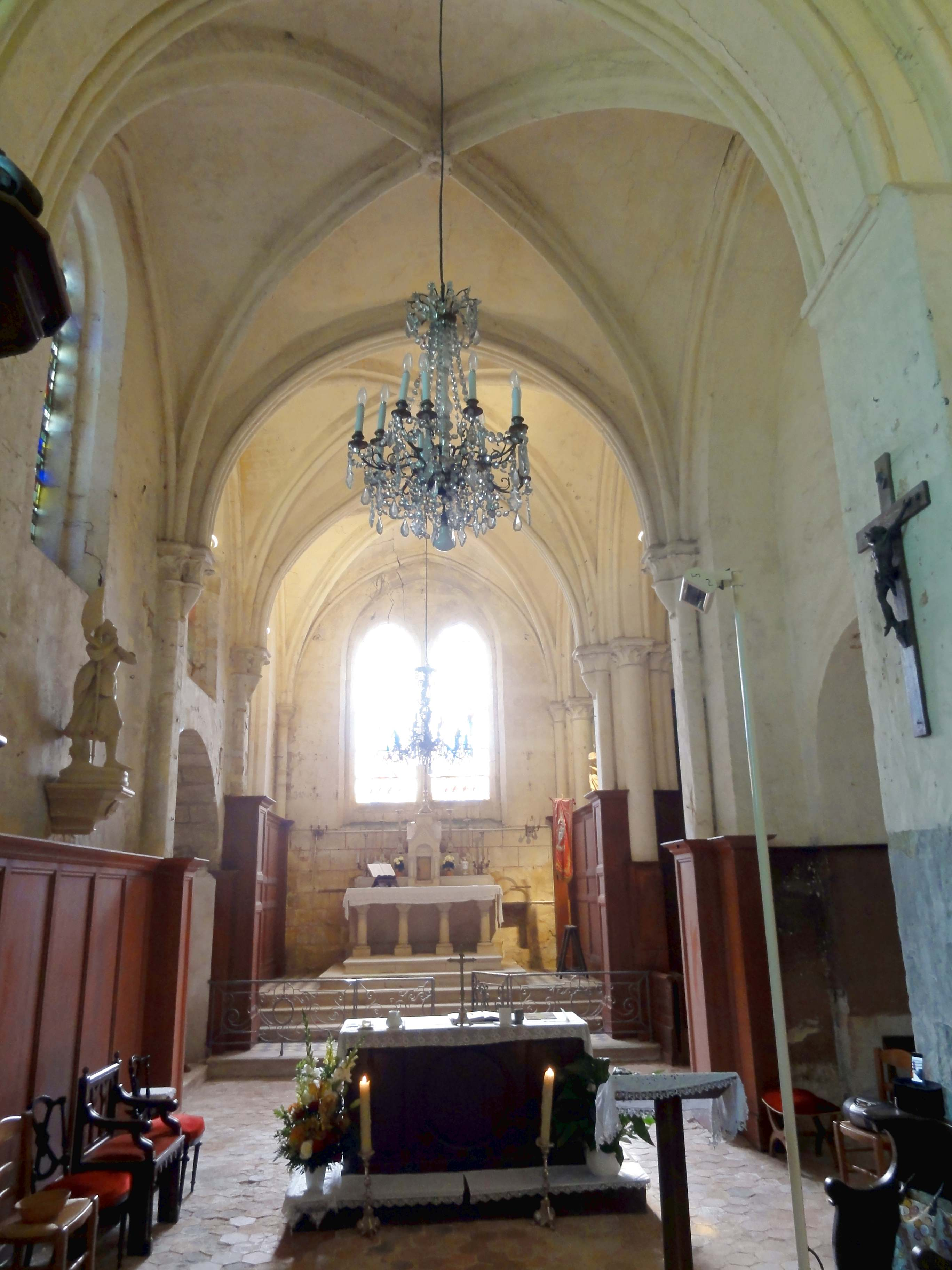
Chœur de gauche (nord), vue vers l'est.

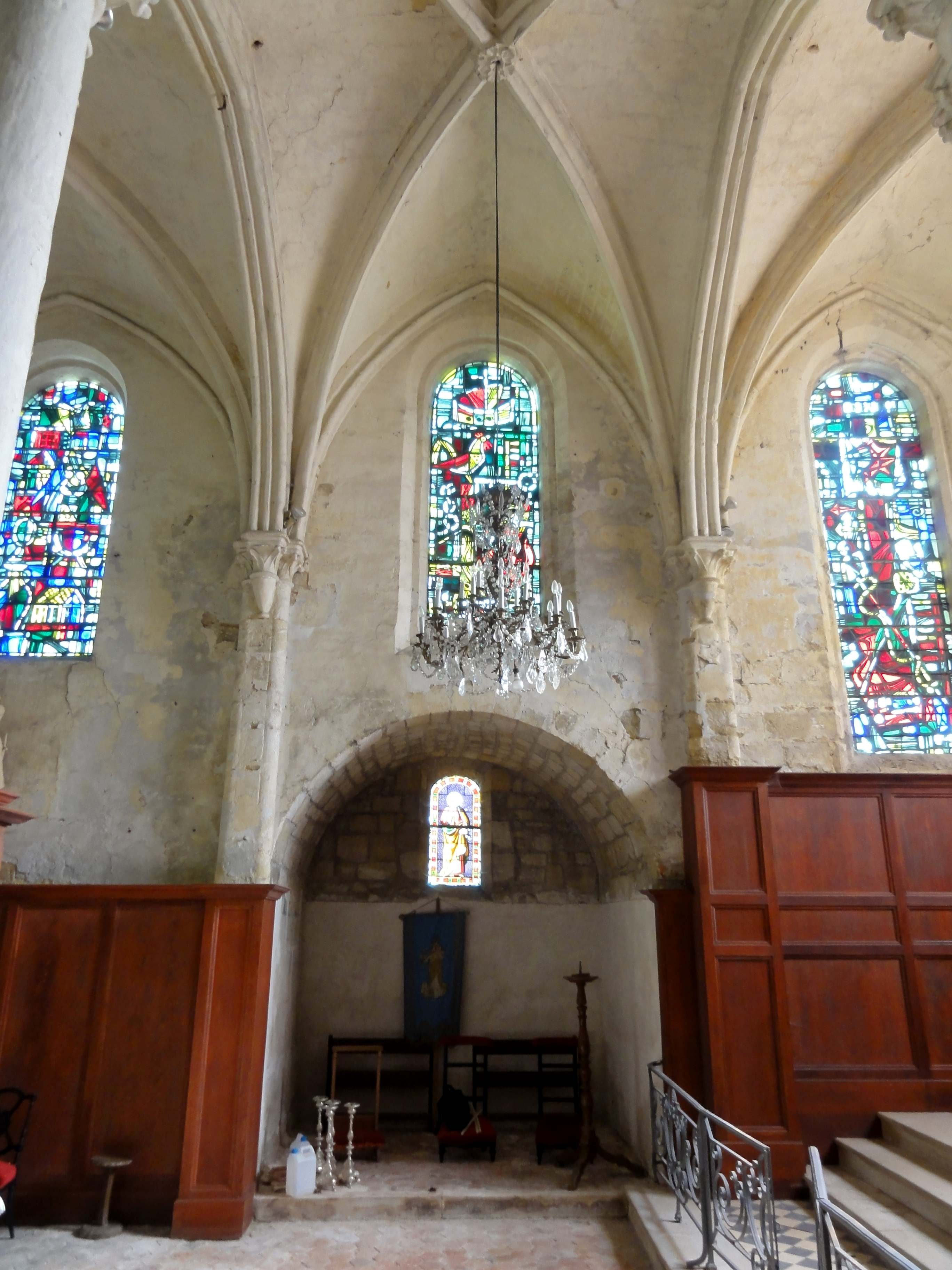
Chœur de gauche (nord), 2e travée, élévation nord.

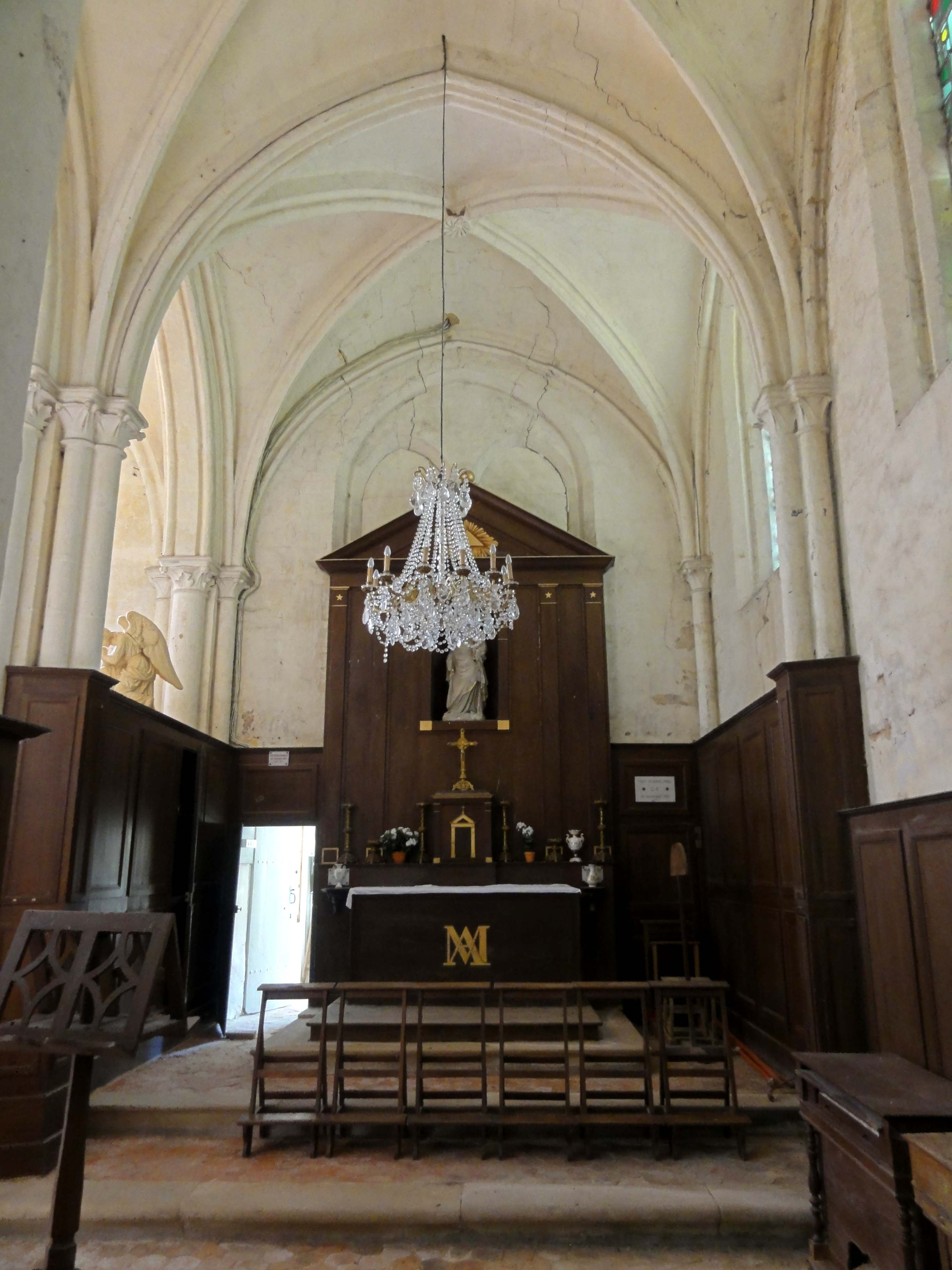
Chœur de droite (sud), vue vers l'est.

Le chœur de l'église Saint-Lucien constitue l'un des rares exemples d'un chœur à double vaisseau, sans distinction architecturale entre vaisseau central et collatéral. À l'instar du chœur carré de Genainville, on peut le considérer comme chœur-halle. D'autres exemples de chœurs-halle carrés de deux fois deux travées sont Brenouille, Laigneville et Rousseloy. À Courcelles, il y a toutefois une cinquième travée. Les cinq travées du chœur gothique sont conçues selon les mêmes principes, et la plupart des irrégularités relèvent uniquement du raccordement avec la base du clocher plus ancienne, et avec la nef du nord, qui n'a apparemment pas été prévue dans cette forme au moment de la construction. La principale exception constitue l'existence de la petite chapelle, qui n'est guère plus qu'une profonde niche, au nord de la deuxième travée. La simplicité de son architecture et de sa petite fenêtre en plein cintre défient toute datation, mais puisque son origine romane est exclue du fait de sa position en dehors du plan de l'église romane, la voûte en berceau plein cintre donne à penser qu'elle n'est pas antérieure à la Renaissance. La chapelle est bien trop modeste pour avoir pu servir de chapelle particulière, et trop exigüe pour être considérée comme l'ancienne sacristie, l'hypothèse la plus plausible est qu'il s'agisse d'un ancien enfeu. L'ensemble des travées sont de dimensions assez proches, et voûtées à la même hauteur. L'arc brisé règne sur l'ensemble des voûtes, mais le plan barlong des travées donne un tracé plus aigu dans le sens longitudinal. Les nervures des voûtes sont assez fines.
Les ogives sont profilées d'un tore en forme d'amande, dégagé par deux cavets d'un large bandeau en arrière-plan. Ce profil se retrouve, par exemple, dans la base du clocher et le croisillon nord de Montgeroult (premier quart du XIIIe siècle). Les clés de voûte sont garnies de petites rosaces de feuillages. Celle de la dernière travée du sud est « tournante », suggérant un mouvement de rotation, comme quelques exemplaires dans les bas-côtés de Trumilly ; le croisillon nord d'Ableiges, le croisillon sud de Montgeroult ; la chapelle de la Vierge de Condécourt, les chapelles nord de Brenouille et Glaignes ; les chœurs de Borest et Sarcelles ; etc. — Les deux doubleaux longitudinaux sont plus larges que les doubleaux perpendiculaires, et a double rouleau. Le rang de claveaux supérieur est mouluré d'un tore de chaque côté, et l'intrados affiche un méplat entre deux tores dégagés. C'est l'un des profils les plus courants pour les grandes arcades à la première période gothique, et existe, avec des proportions plus trapues, dès la fin de la période romane, comme l'indique l'arcade occidentale de la base du clocher. Les deux doubleaux longitudinaux sont moulurés d'un filet entre deux tores, ce qui est également l'un des motifs les plus courants pour cet emploi à la période de construction. L'arcade occidentale vers la nef comporte un troisième doubleau de ce type du côté est, ce qui donne à penser qu'une nef du même style que le chœur était initialement projeté. Ce doubleau étant jugé trop mince pour servir d'arc triomphal et terminer la série de trois voûtes du vaisseau de gauche, on l'a renforcé par une arcade dont le profil correspond à la moitié de celui des doubleaux longitudinaux. Des formerets existent partout au droit des murs extérieurs, et même au nord du clocher, où une haute arcade plaquée en tiers-point relie les deux contreforts septentrionaux. Par son épaisseur, elle compense la largeur trop faible de la base du clocher par rapport aux travées gothiques, permet de donner au vaisseau méridional du chœur de prendre la même largeur que le vaisseau septentrional. Il n'y a pas de formeret devant le mur oriental du clocher.
La conception des supports place les rouleaux supérieurs des doubleaux et les formerets sur le même niveau hiérarchique, ce qui est peu courant. Comme dans la base du clocher et le croisillon nord de Montgeroult, il n'y a ni de supports dédiés pour les uns et pour les autres. Les larges doubleaux qui séparent les deux vaisseaux ont des grands chapiteaux. Les minces doubleaux et les ogives ont des petits chapiteaux. Au droit des murs gouttereaux et des piliers séparant les deux vaisseaux, ils fusionnent par leurs tailloirs et par la sculpture de leurs corbeilles. Dans la même logique, des colonnettes uniques sont logées dans les deux angles nord-est et sud-est du chevet ; deux colonnettes cantonnent la colonne engagée au milieu du chevet ; et deux colonnes engagées et trois faisceaux de trois fines colonnettes entourent le seul pilier libre du chœur. Les colonnettes des doubleaux perpendiculaires ont été supprimées dans le chœur de gauche, en ne laissant subsister que le tambour supérieur, qui a été retaillé en cul-de-lampe. Il paraît ainsi qu'un pilastre sépare les colonnettes des ogives, ce qui ne reflète pas le parti d'origine. Au niveau de l'arc triomphal, l'agencement initial des supports n'est plus visible. Côté nef, le rouleau supérieur retombe sur une fine colonnette à chapiteau d'un seul côté (au nord). Sinon, la retombée s'effectue sur de simples impostes moulurés. Une frise de crochets s'y ajoute côté chœur, au sud (à gauche en regardant vers la nef). Les tailloirs sont peu épais, et affichent, du haut vers le bas, une baguette, un cavet et un listel. Ils sont carrés, aux angles abattus et arrondis. Les corbeilles adoptent en revanche un plan rond, et sont délimitées par un anneau au profil aigu en haut, et par un astragale du même profil aigu en bas. La sculpture se cantonne à des crochets fortement stylisés, auxquels s'ajoutent des feuilles polylobées appliquées sur les grands chapiteaux des doubleaux longitudinaux. Des tailloirs et chapiteaux analogues se trouvent dans le chœur et la chapelle latérale nord de Montgeroult, qui sont postérieurs à 1230, mais il y a aussi une ressemblance avec les chapiteaux des grandes arcades d'Auvers-sur-Oise, qui sont antérieurs à 1220.
L'éclairage est assuré par des fenêtres régulièrement réparties. Au nord et au sud, ce sont des lancettes simples assez hautes, qui sont curieusement en plein cintre du côté nord, et entourées d'un double ressaut chanfreiné. Au chevet, ce sont des lancettes moins élevées et en tiers-point, regroupées deux par deux sous un arc de décharge entouré d'un simple ressaut chanfreiné (lors de la pose du retable, les baies du chevet du chœur de droite ont été occultées). Cette disposition n'est pas rare au début du XIIIe siècle. Souvent, les deux lancettes sont surmontées d'un petit oculus circulaire ou d'un quatre-feuilles. D'autres exemples sont les fenêtres hautes des nefs de Clermont et Saint-Leu-d'Esserent ; le croisillon nord de Belloy-en-France ; le transept de Mello (fenêtres hautes) ; les chevets d'Ableiges (sans l'oculus), Livilliers et Méry-sur-Oise ; ou le chœur-halle de Villers-Saint-Paul. Ce type de fenestrage préfigure le développement du remplage à la période rayonnante.

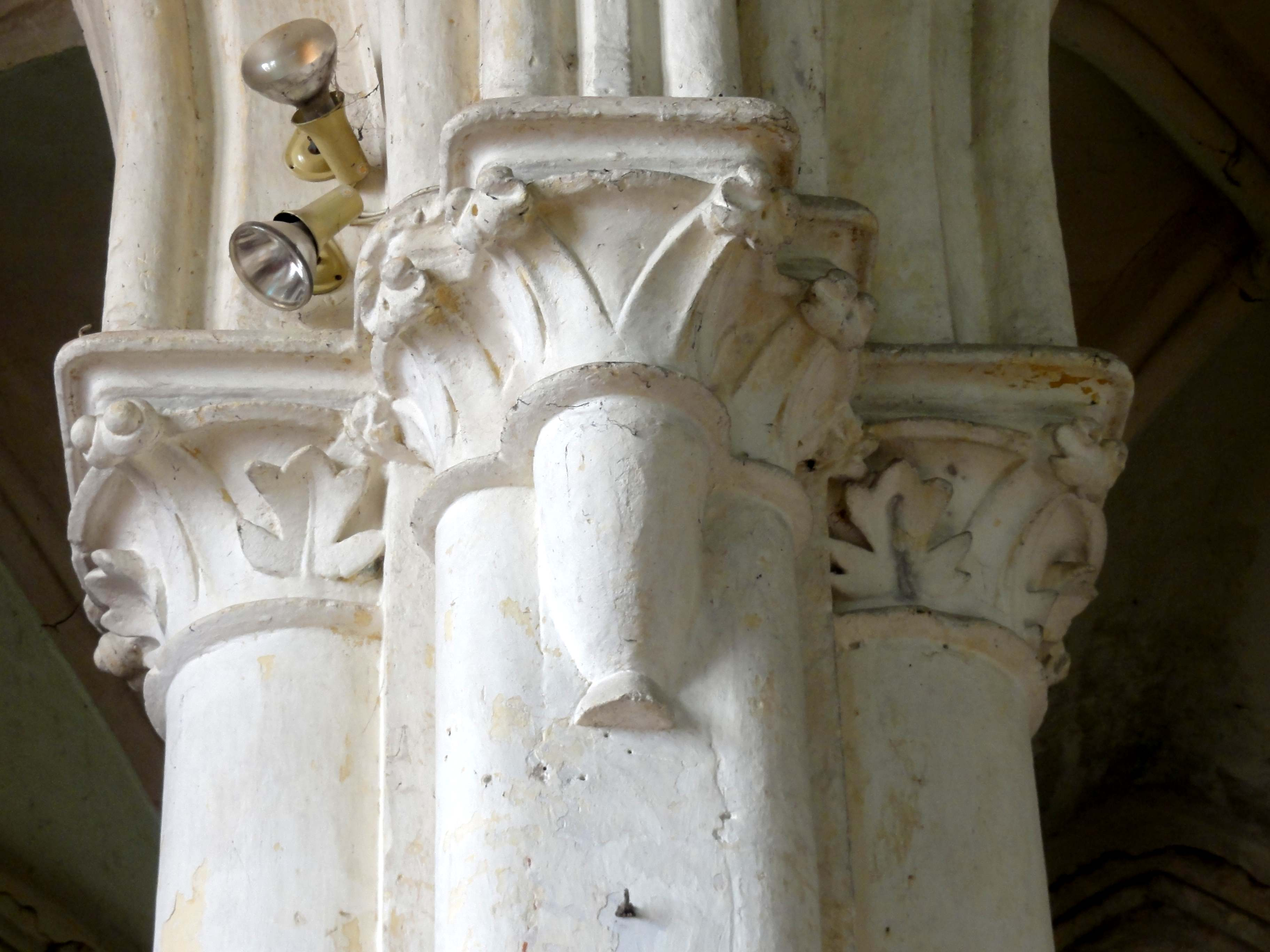
Chapiteaux du pilier libre, vue depuis le nord.
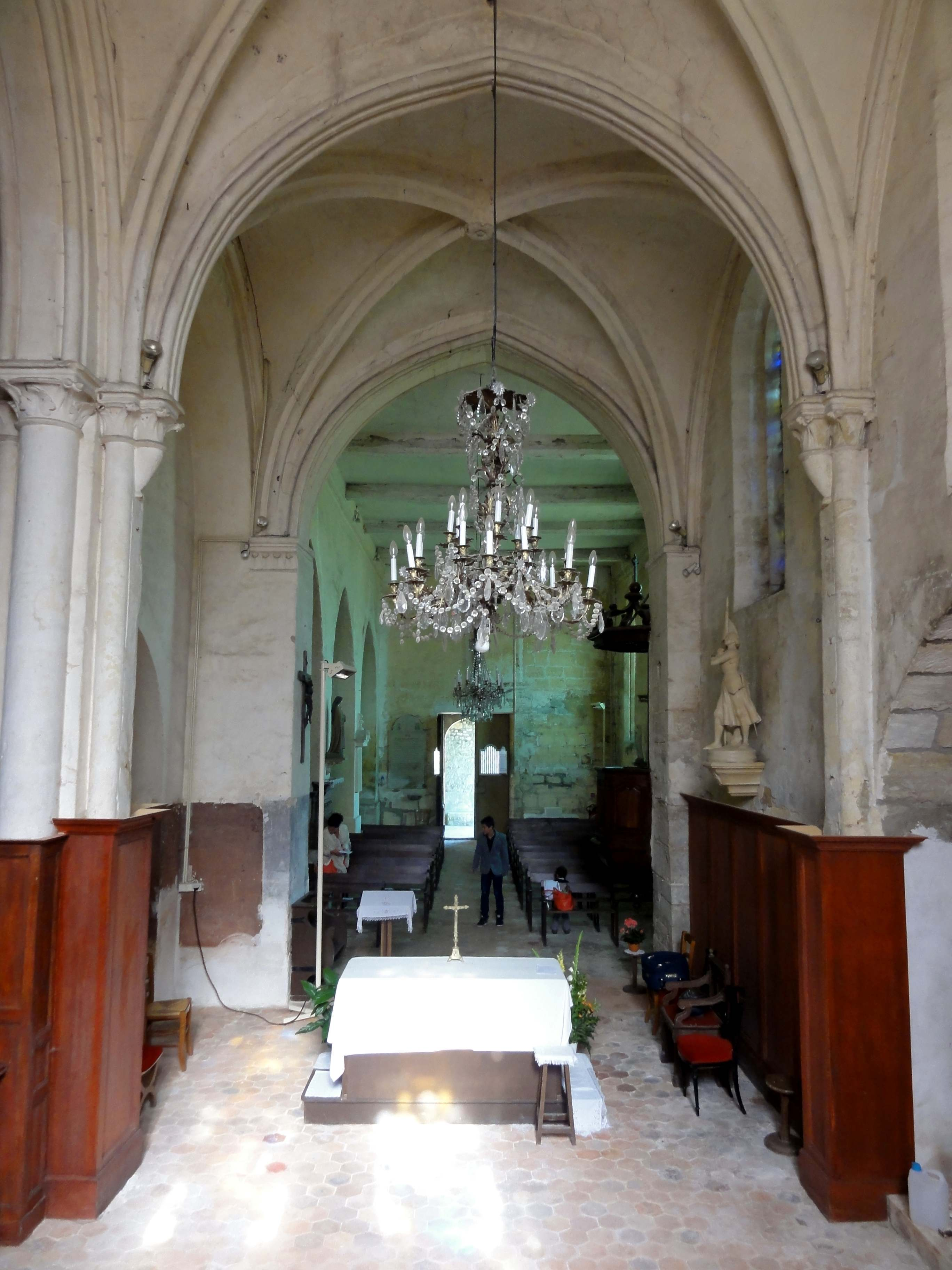
Chœur de gauche (nord), 3e travée, vue vers l'ouest.
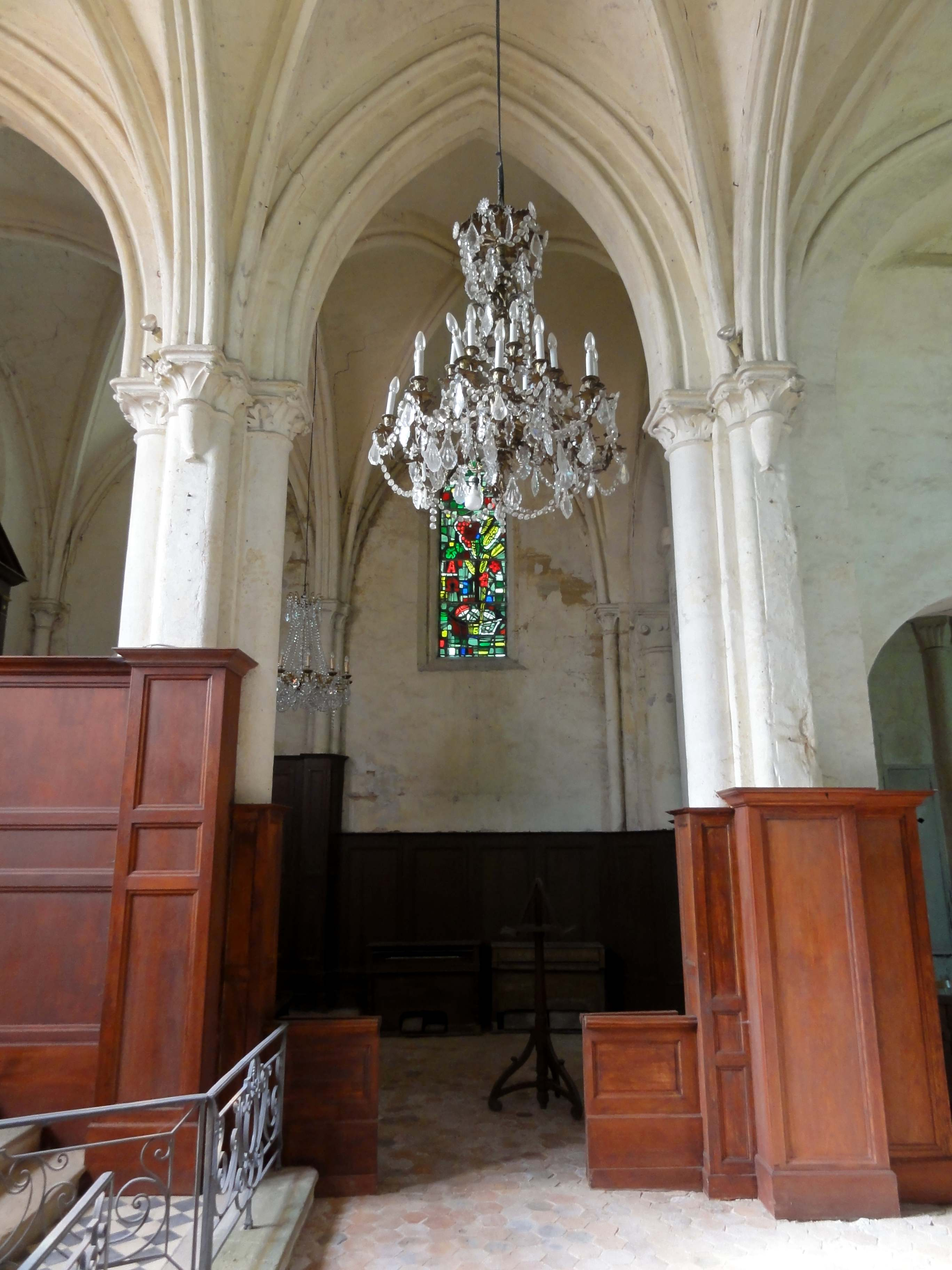
Chœur de gauche (nord), 2e travée, vue vers le sud.
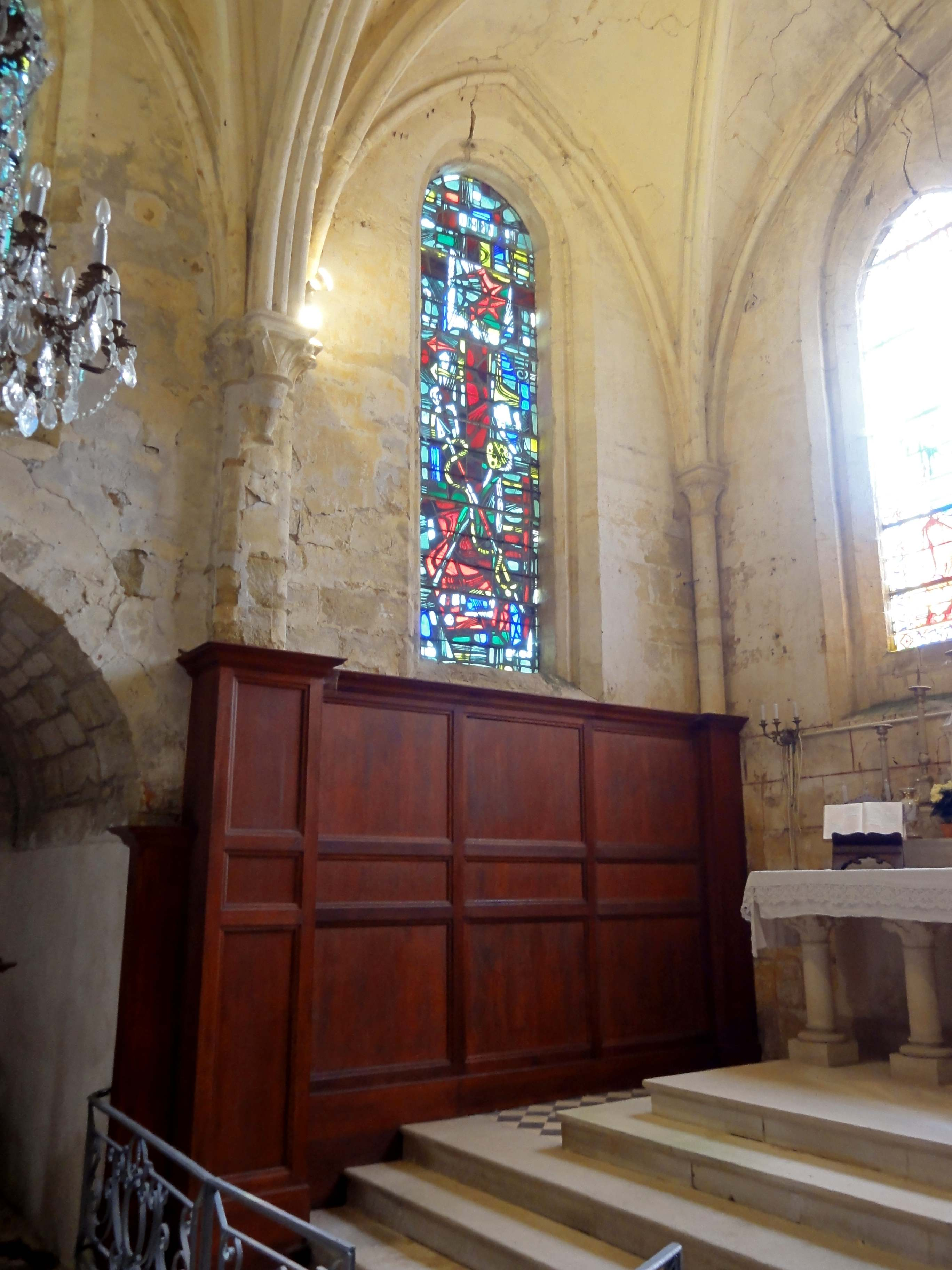
Chœur de gauche (nord), 3e travée, élévation nord.
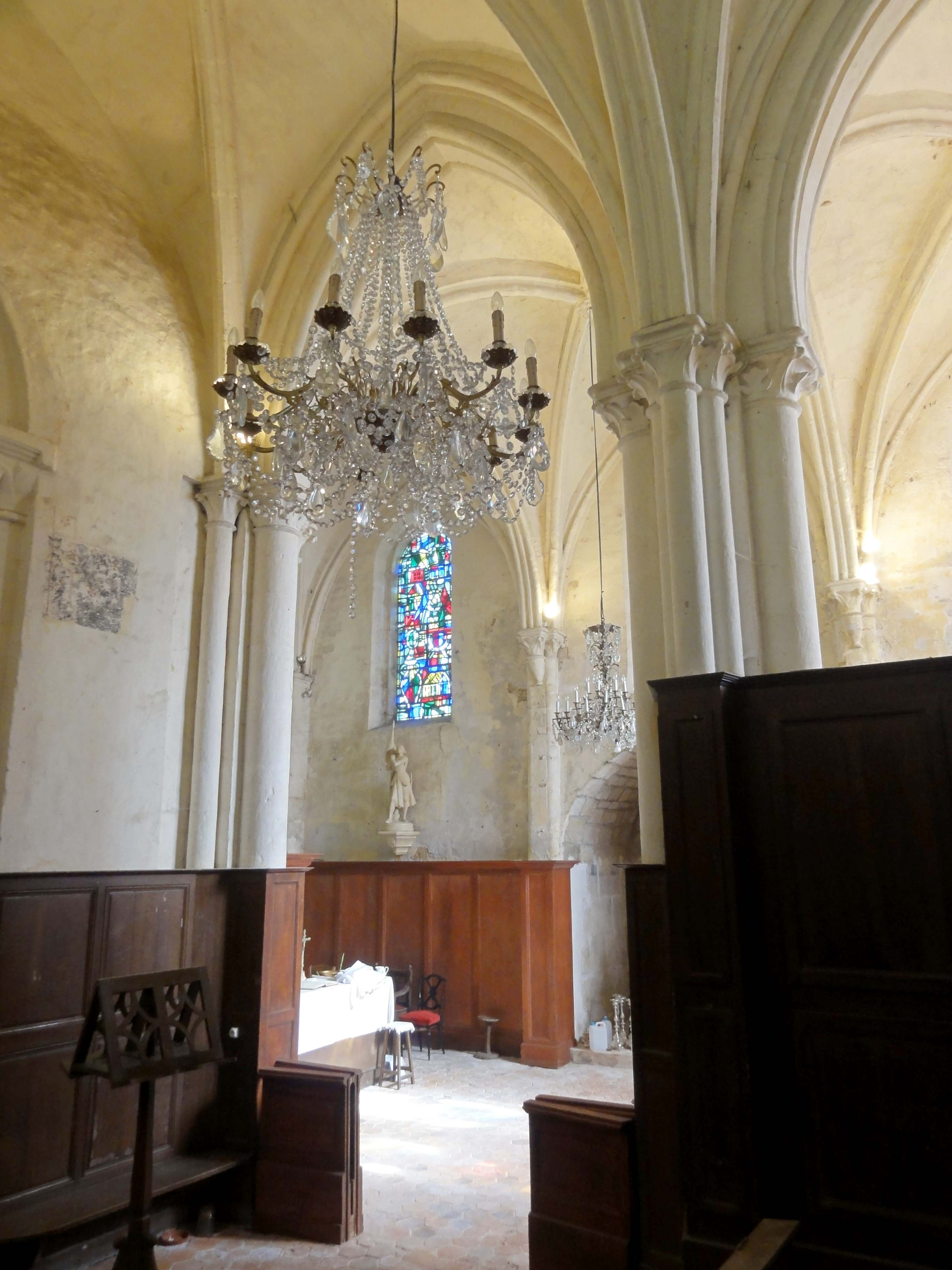
Chœur de droite (sud), 1re travée, vue vers le nord.
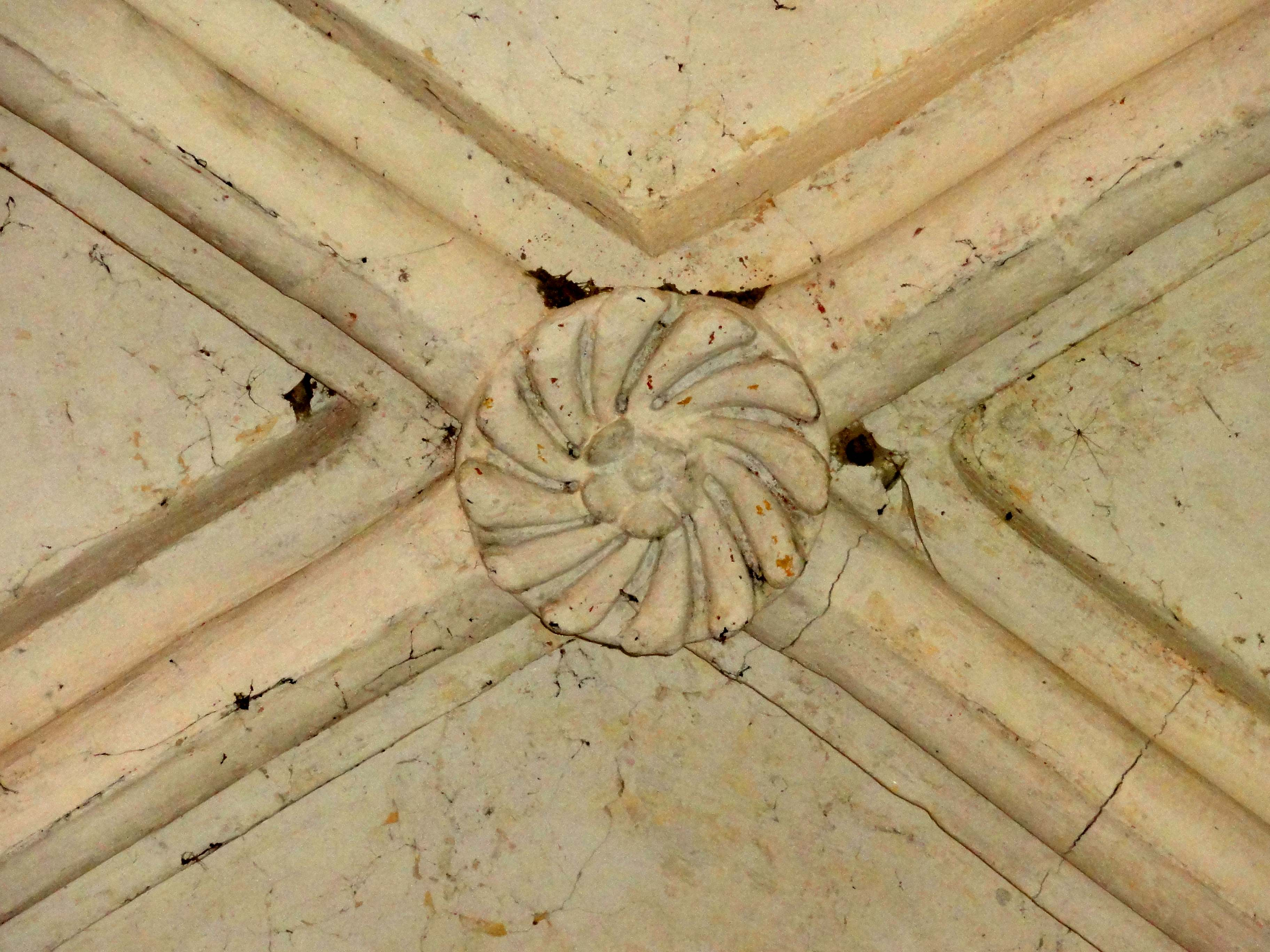
Chœur de droite (sud), clé de voûte de la 2e travée.

### Extérieur

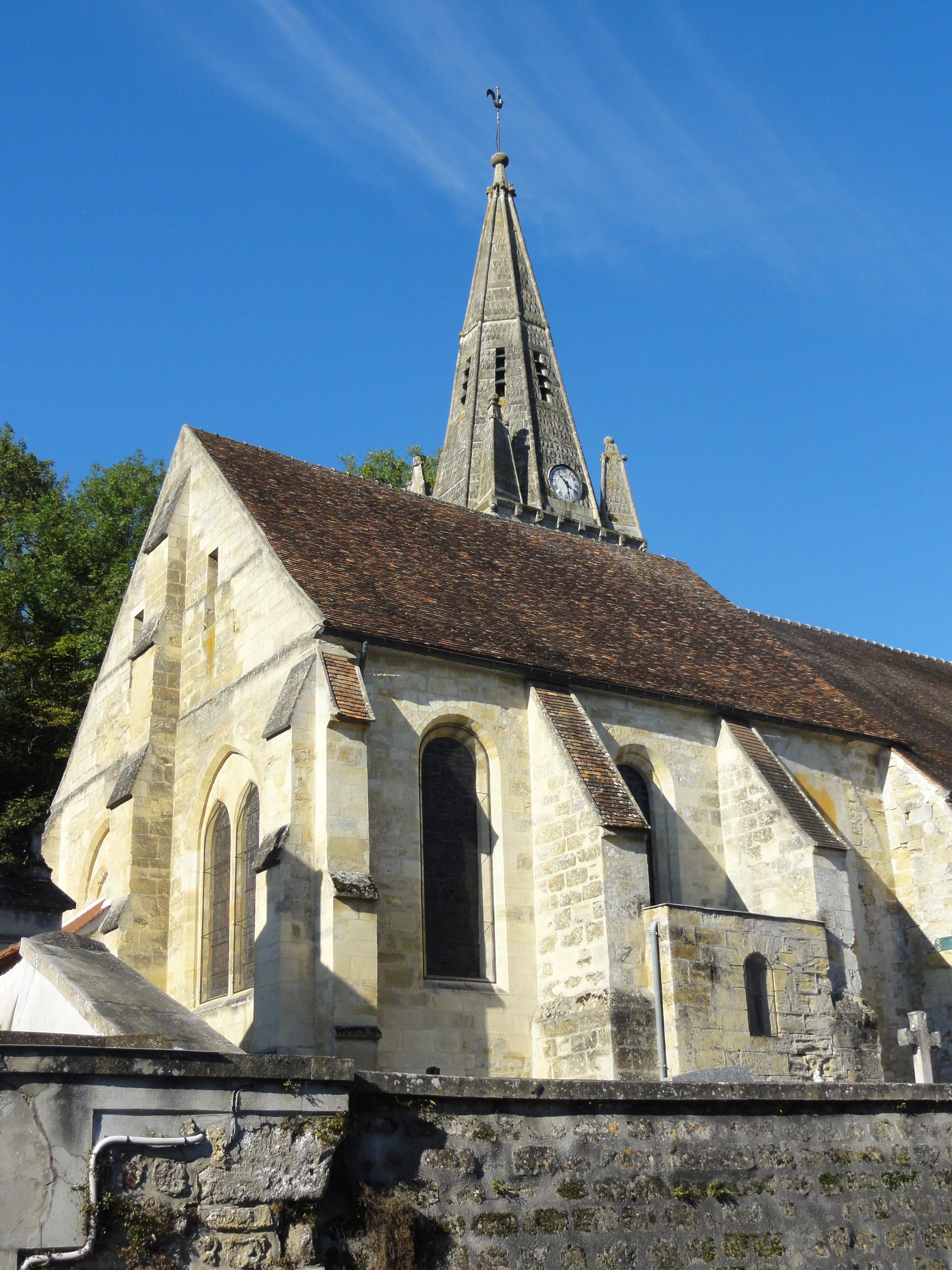
Chœur et clocher, vue depuis le nord-est.

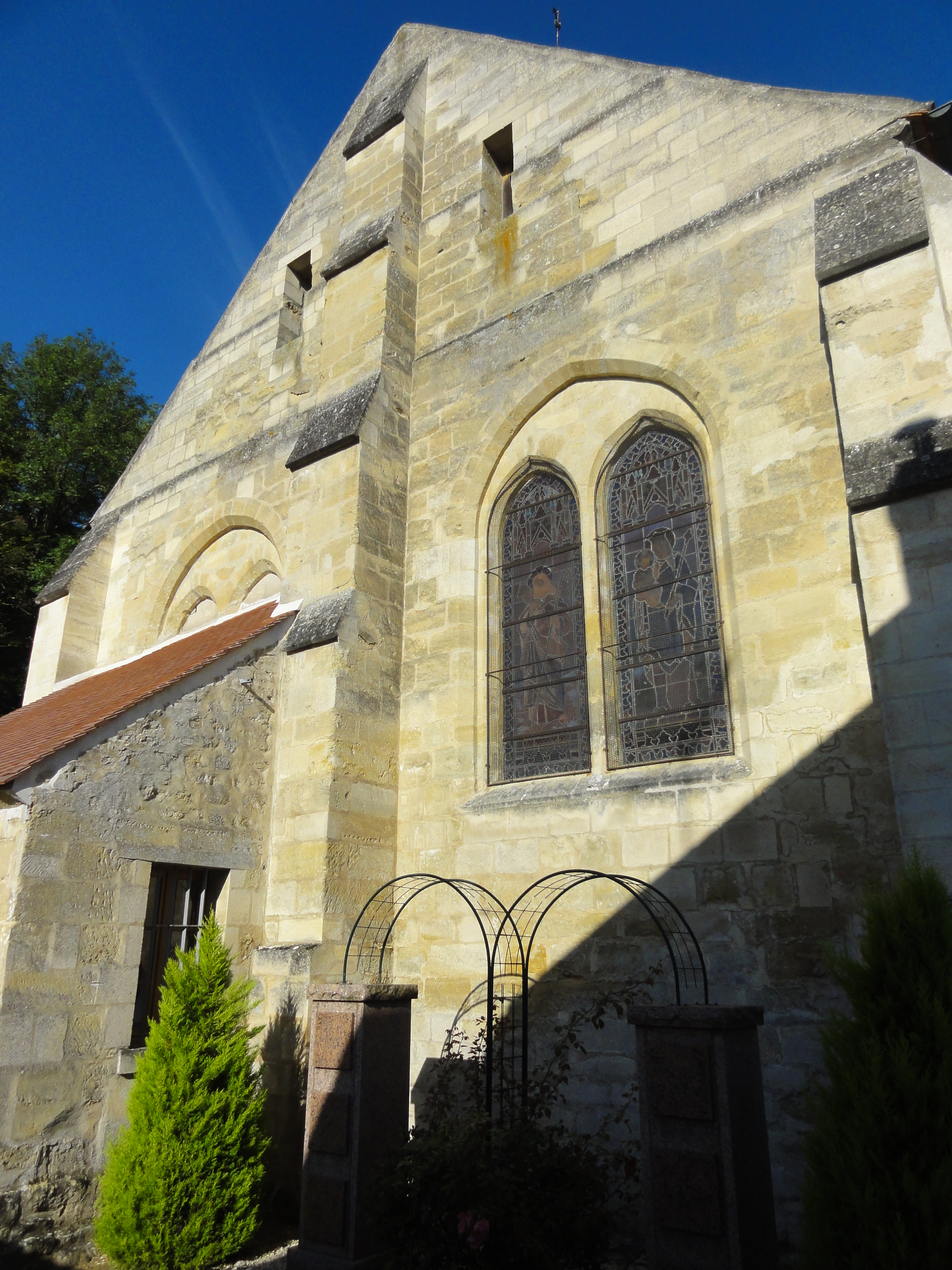
Chevet, vue depuis le nord-est.

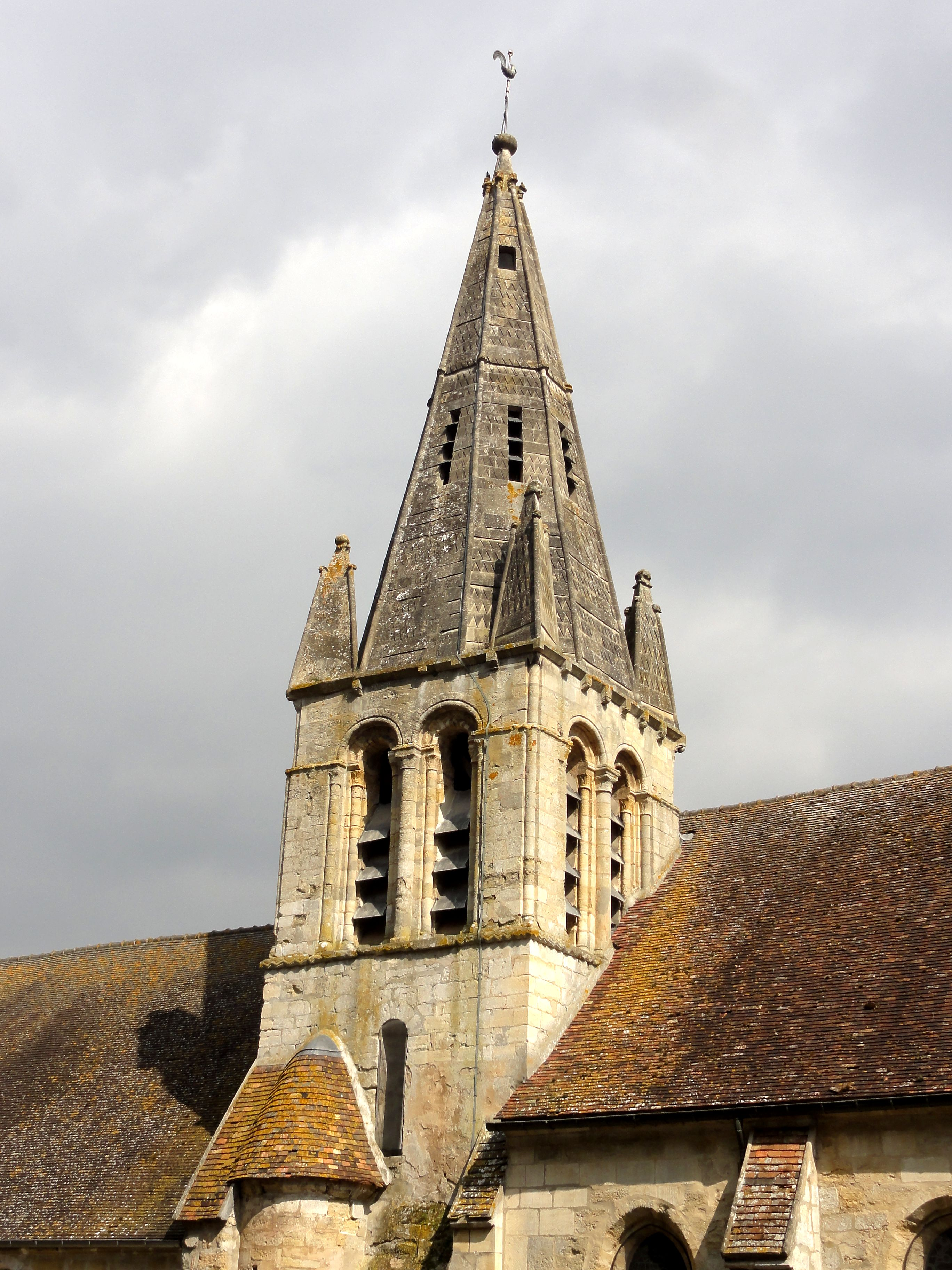
Clocher, vue depuis le sud-est.

Le mur occidental garde le souvenir de l'agrandissement de l'église par l'adjonction d'un deuxième vaisseau, au nord. Le pignon primitif du vaisseau supplémentaire, entièrement appareillé en pierre de taille, se dessine toujours clairement sur le large pignon commun des deux vaisseaux. Une lancette simple, de la même forme que celles au nord du même vaisseau, est bouchée depuis la construction du porche. En dessous, l'on trouve le portail, qui est en plein cintre, et dépourvu de toute ornementation. Le reste du mur occidental est bâti en petits moellons irréguliers noyés dans un mortier. L'on distingue également une baie bouchée sur la partie potentiellement romane du mur, mais pas les contours du pignon primitif de la nef romane. En haut du pignon actuel, deux petites baies en tiers-point servent à l'aération des combles. Le mur est épaulé par des contreforts moyennement saillants, qui sont scandés par un larmier à mi-hauteur, et s'amortissent par un glacis recouvert de tuiles. Il y a un contrefort au milieu, et deux contreforts orthogonaux à chacun des angles. Le porche est une construction en moellons sans caractère. Il possède un plafond de bois, et est muni d'une toiture à deux rampants avec un petit pignon à l'ouest. Au-dessus de la porte du cimetière, au fond du porche, une niche entourée de moulures et abritant une statue de la Vierge à l'Enfant constitue le principal ornement de l'église à l'extérieur. Comme l'indique l'inscription sur le socle, la statue a été offerte par l'archiconfrérie de la Vierge Marie.
Les deux élévations latérales de la double nef sont, bien sûr, différentes, eu égard la construction en deux étapes. Au nord, côté rue, les trois travées sont délimités par des contreforts, dont ceux à l'intersection des travées ne possèdent pas de larmiers. Comme déjà signalé, les fenêtres sont des lancettes simples en tiers-point, entourées d'un double ressaut chanfreiné. Au sud, côté cimetière, un contrefort plat roman subsiste au milieu, mais on a jugé utile de placer un contrefort supplémentaire à sa gauche. Le mur présente un appareil irrégulier. Il est percé de seulement deux fenêtres, qui sont en plein cintre. Elles ressemblent aux fenêtres latérales du chœur, et sont donc susceptibles de dater du début du XIIIe siècle. — Solidement bâti et de proportions harmonieuses, le chœur est néanmoins tout aussi austère que la nef, et dénué de toute ornementation : il ne possède même pas de corniche. Au nord, les deux contreforts intermédiaires sont anormalement saillants. Ils se retraitent une fois grâce à un fruit, et s'amortissent eux aussi par un glacis recouvert de tuiles. Les autres contreforts sont des contreforts à ressauts caractéristiques de la première période gothique, tandis que les larmiers coupe-larmes bien prononcés indiquent en principe le XIIIe siècle. Ils sont au nombre de deux pour les contreforts d'angle et le contrefort intermédiaire du sud. Curieusement, ces larmiers ne sont pas toujours alignés sur un même niveau, ce qui est bien visible à l'angle nord-est. Les glacis sommitaux de deux de ces contreforts ont également été recouverts de tuiles. Le contrefort central du chevet appartient au même type, mais puisqu'il monte presque jusqu'au sommet du pignon, la saillie est plus saillante à la base, et le nombre de larmiers est plus élevé. Le mur du chevet se retraite par un fruit à la naissance du pignon, et, contrairement à l'usage, également à mi-hauteur du pignon. Il est percé de deux hautes ouvertures rectangulaires. Les fenêtres se présentent exactement de la même manière qu'à l'intérieur de l'église.
Le clocher, entièrement dégagé sur son flanc sud, est l'unique élément à présenter un réel intérêt à l'extérieur de l'église. Il se compose de sa base, d'un étage intermédiaire, de l'étage de beffroi, et d'une flèche de pierre octogonale, qui est cantonnée de quatre pyramidons. Il n'y a de contreforts qu'au sud du rez-de-chaussée. Ils se retraitent deux fois par un fruit. Les parties supérieures ont été rendus irréguliers par des réfections. La tourelle d'escalier cylindrique, à gauche, a été ajoutée après coup. Il s'arrête au début du premier étage. Le rez-de-chaussée et le premier étage sont éclairés par des baies uniques en plein cintre, dont celle de l'étage est plus élancée. En haut du rez-de-chaussée, le mur se retraite par un glacis pentu. Un rang de bâtons brisés, mal conservés, marque la limite entre l'étage intermédiaire et l'étage de beffroi. Ce motif ornemental, d'origine normande, est notamment employé pour les portails, et n'est que très rarement utilisé à l'horizontale. On le trouve, à un emplacement analogue, sur les clochers de Bonneuil-en-Valois et Labruyère. Sans évoquer les nombreuses occurrences sur les portails, des bâtons brisés se trouvent également sur l'arc triomphal de Béthisy-Saint-Pierre et Néry, les grandes arcades de Bury et de la salle capitulaire du prieuré Saint-Arnoul à Crépy-en-Valois ; les doubleaux du transept de Foulangues ; les arcades du rond-point de l'abside de Chars et Saint-Germer-de-Fly ; les ogives de la troisième travée d'Acy-en-Multien et de la salle à l'étage du massif occidental de Saint-Leu-d'Esserent ; dans la travée nord de l'avant-nef de la basilique Saint-Denis ; et dans la chapelle axiale de Saint-Martin-des-Champs.
L'étage de beffroi, simple et élégant à la fois, correspond à un type largement répandu dans le Vexin et ses environs. Les angles sont adoucis par de fines colonnettes appareillées, sans chapiteaux, mais munies de bases. Elles sont interceptées par un bandeau qui court au niveau des impostes des baies. Contrairement à la règle, ce bandeau ne reproduit pas le profil des tailloirs des chapiteaux des baies dans son intégralité. Deux baies en plein cintre géminées sont ménagées dans chacune des faces de l'étage. Elles sont hautes et étroites, et pourvues d'une double archivolte. L'archivolte supérieure est moulurée d'un tore, et retombe sur une colonne engagée devant le trumeau, et des fines colonnettes à gauche et à droite. L'archivolte inférieure est sculptée de bâtons brisés, et retombe sur deux fines colonnettes. Les tailloirs sont profilés d'une plate-bande, d'une baguette et d'un cavet, et ne correspondent donc pas à ceux que l'on voit à l'intérieur de l'église. Ils sont plats vers l'intérieur des baies, où ils ont peut-être été arasés pour la pose des anciens abat-sons, qui ont été remplacés depuis. Les chapiteaux sont sculptés de feuilles d'eau, et affichent un style plus évolué que la plupart des chapiteaux à l'intérieur de la base du clocher. Les murs se terminent par une corniche formée par une tablette biseautée, qui repose sur des modillons diversement sculptés ou moulurés, à raison de huit par face (y compris les angles). La plupart des modillons sont mutilés, et plusieurs manquent. Dans son ensemble, l'étage de beffroi de l'église Saint-Lucien ressemble à ses homologues d'Ennery, Jouy-le-Moutier, Limay, Nesles-la-Vallée, Santeuil et Vernouillet. Mais généralement, l'on trouve en plus un cordon sculpté au-dessus des baies, des colonnettes d'angle supplémentaires, qui peuvent être munies de chapiteaux, ou une corniche beauvaisine au lieu de la corniche décrite. Cependant, les baies sont le plus souvent moins élevées. La flèche est couverte d'écailles, et ses angles sont garnis de boudins. Elle est percée d'une ouverture rectangulaire sur chacune de ses faces, et répond à un modèle largement répandu. Peu communs sont les pyramidons sur plan triangulaire aux angles. Saint-Gervais est le prototype de ces flèches. On les trouve aussi à Ennery, Gadancourt, Gaillon-sur-Montcient, Hardricourt, Nesles-la-Vallée, Reilly et Santeuil. Comme à Nesles, la flèche et les pyramidons sont ornés de crosses à leur pointe,.

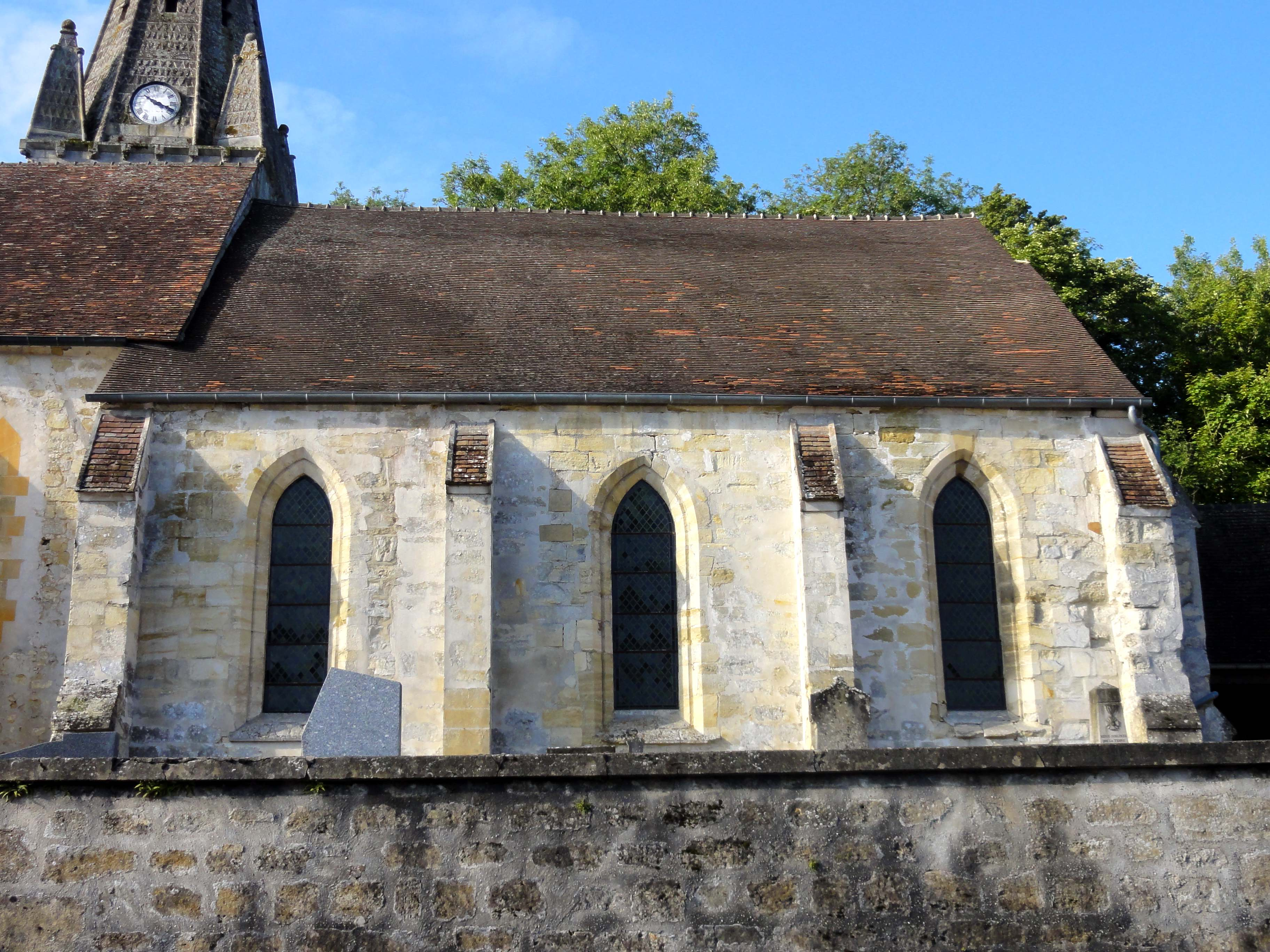
Nef, élévation nord.
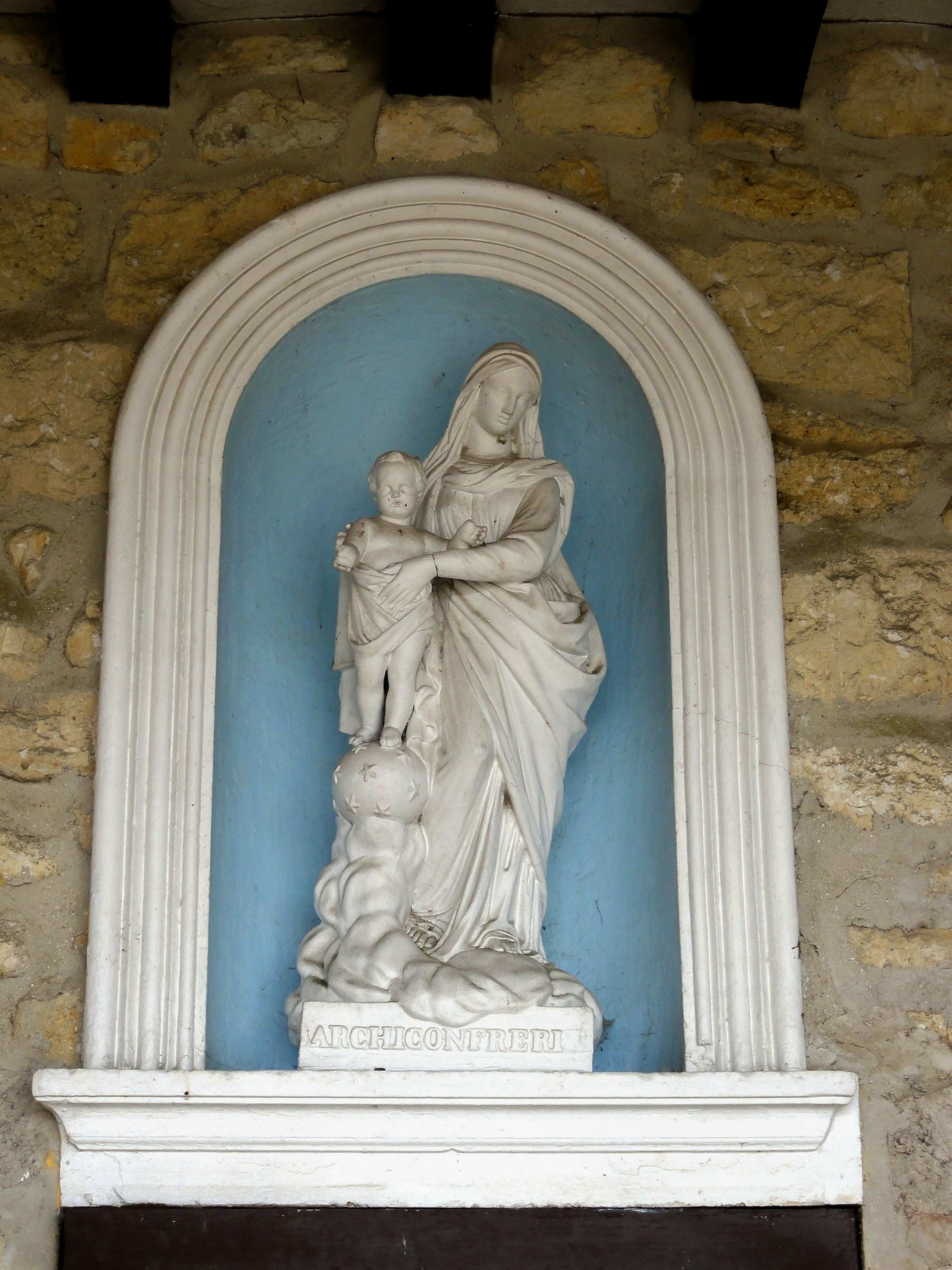
Vierge à l'Enfant.
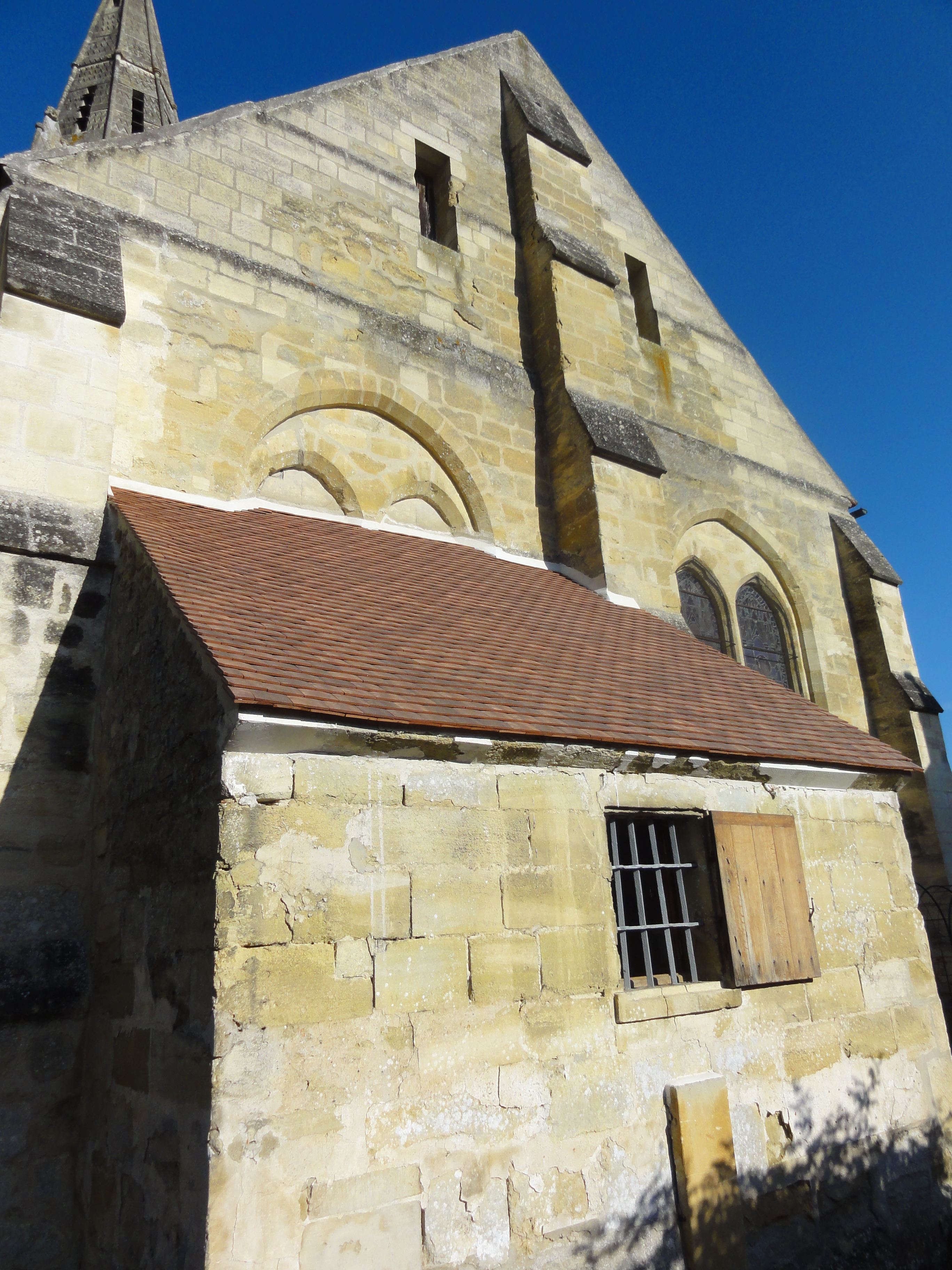
Chevet et sacristie.
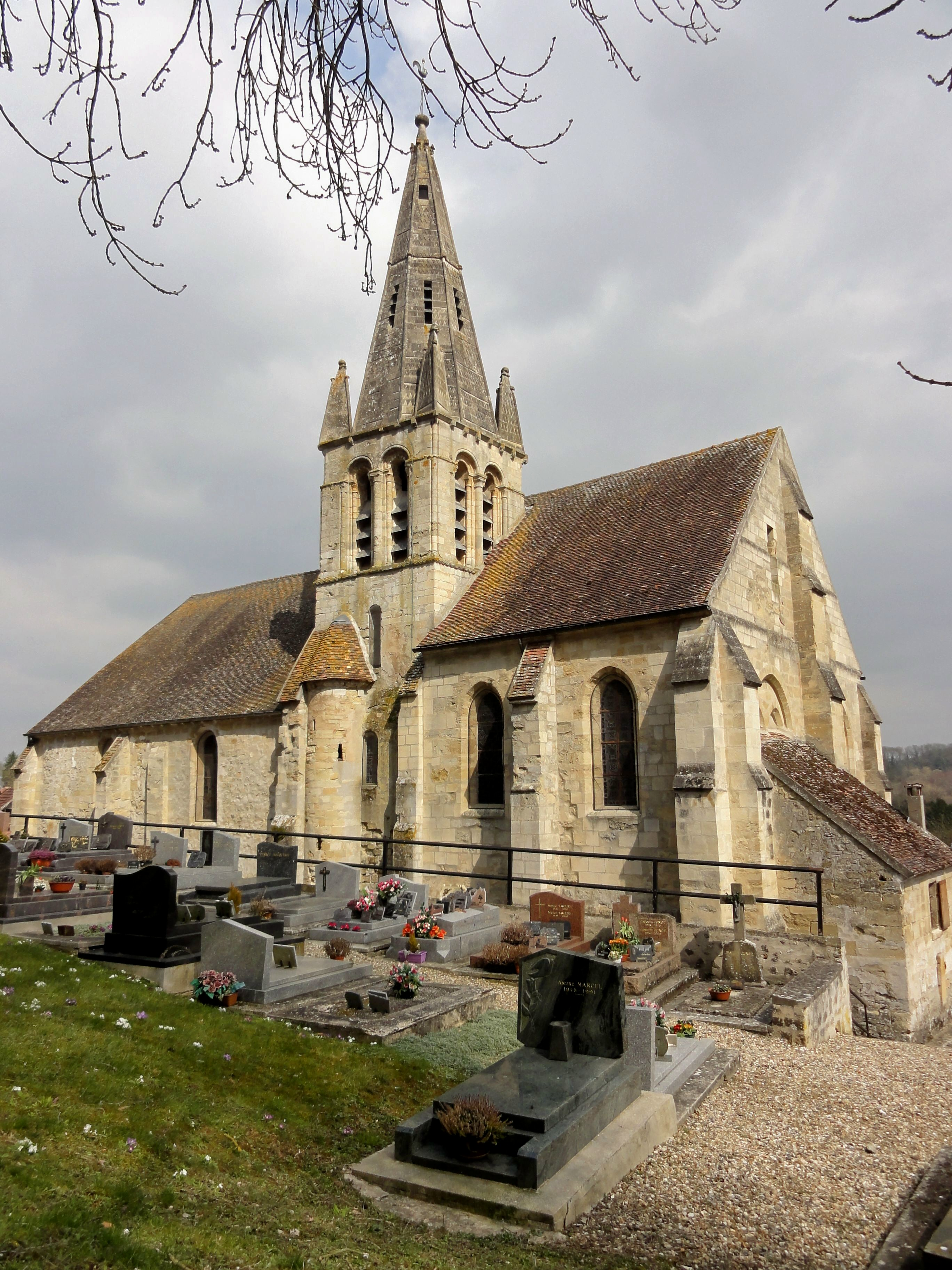
Vue depuis le sud-est.
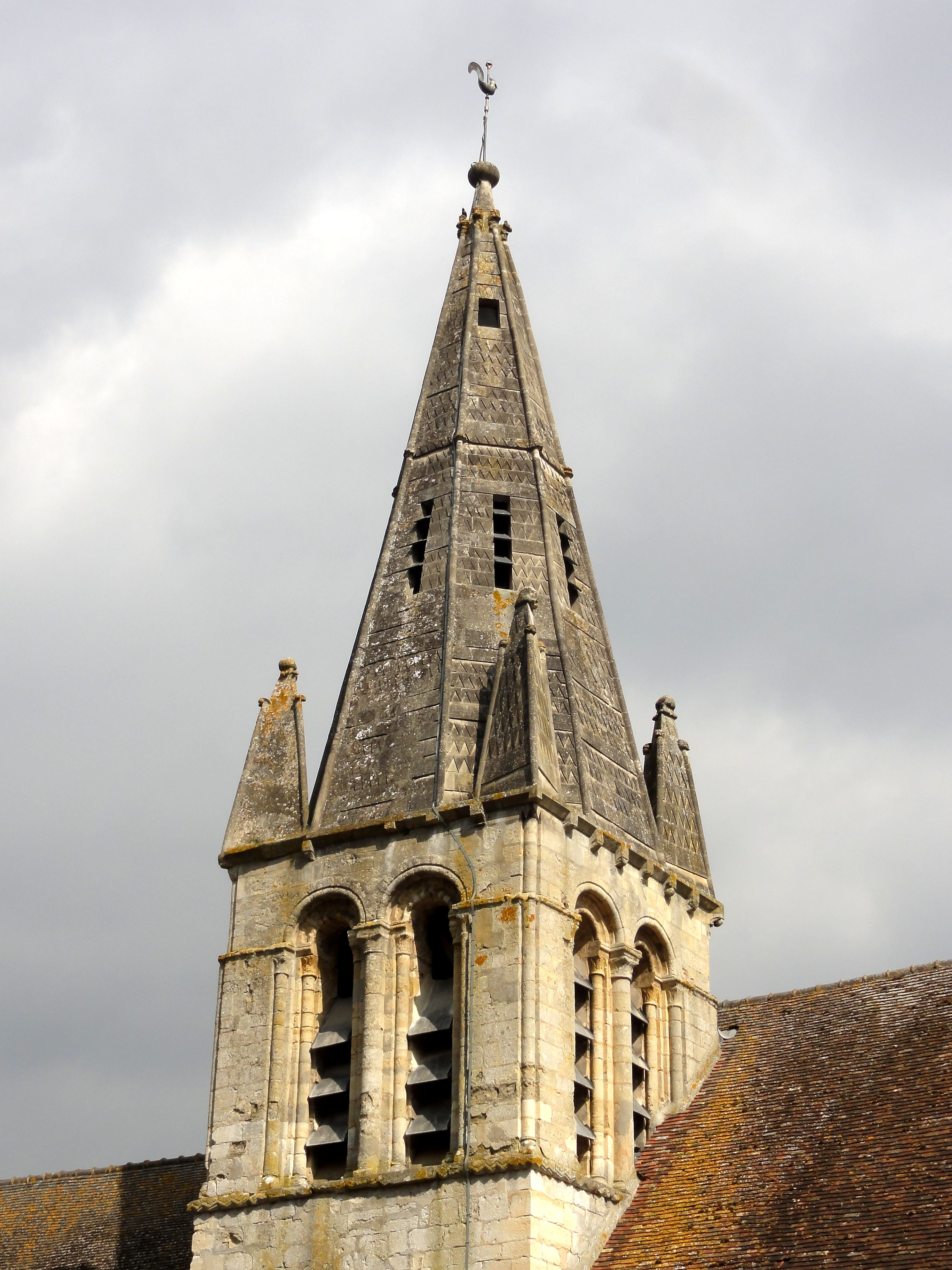
Clocher, côté sud-est.
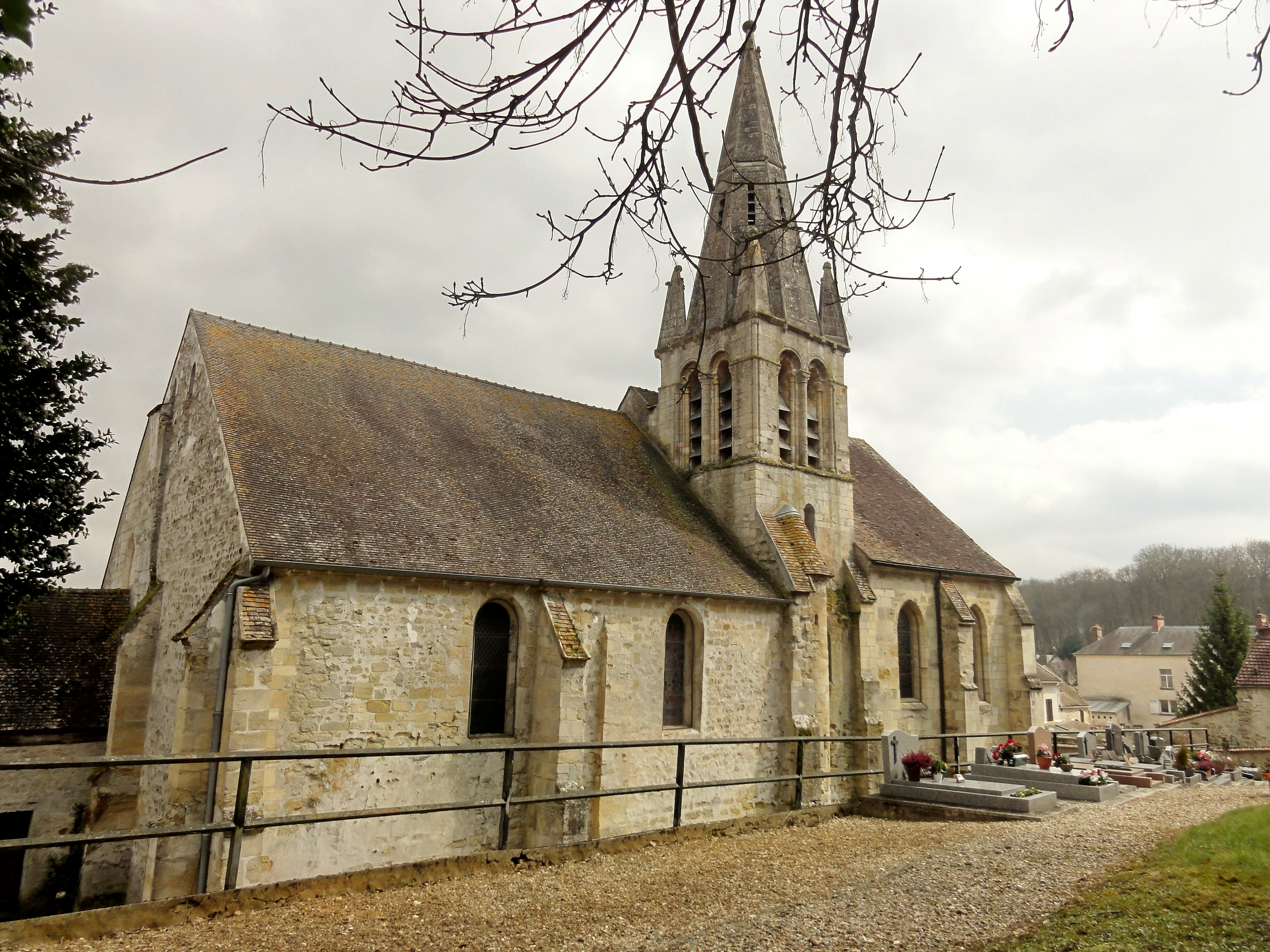
Vue depuis le sud-ouest.

## Mobilier

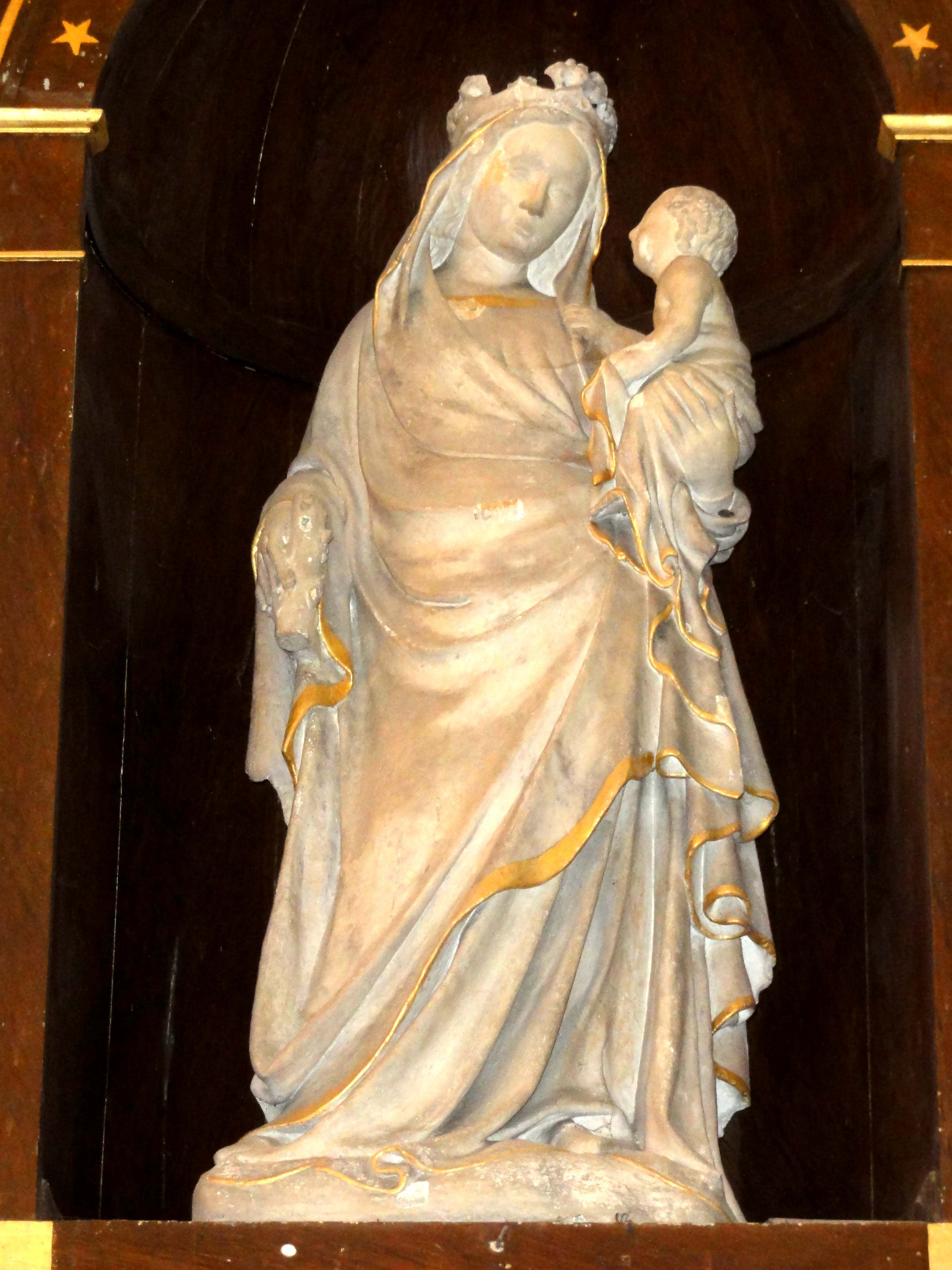
Vierge à l'Enfant.

Parmi le mobilier de l'église, deux éléments sont classés monument historique au titre objet.
- La Vierge à l'Enfant dans la niche du retable du chœur de droite est en pierre taillée, et daterait du XIVe siècle. Ses dimensions n'ont pas été prises. Elle est en mauvais état, et les visages de la mère et de l'Enfant ont perdu toute expressivité. Les dents de la couronne sont abîmées, et le sceptre est cassé. Des badigeons blancs recouvrent toute la sculpture, et les bordures sont rehaussées par des dorures, si bien que la polychromie ancienne n'est plus du tout visible, et que le caractère initial de l'œuvre s'est perdu. Elle est classée depuis octobre 1905, et n'a pas encore été restaurée à ce jour[8].
- Le bahut ayant jadis servie de coffre de fabrique est en bois taillé et mouluré, et muni de diverses ferrures. La serrure manque toutefois. Le coffre ne devrait pas être antérieur au XVIIe siècle, mais a été considéré comme datant du XVe siècle lors de son classement en juin 1908[9]. Ce bahut n'est aujourd'hui plus présent dans l'église (sans illustration).

Les lustres en laiton doré, et garnis de nombreuses pampilles et perles en verre, sont d'un bel effet. La grille de communion à l'entrée de la dernière travée du chœur de gauche est un délicat travail en fer forgé. Le reste du mobilier est de faible intérêt. Les statues sont postérieures à la Révolution et de style sulpicien. Les boiseries du chœur sont de simples panneaux à fenestrages. En dehors du mobilier proprement dit, l'on peut signaler un vitrail de la seconde moitié du XIXe siècle représentant saint Lucien et signé Charles Lévêque, Beauvais, dans la deuxième fenêtre de la nef de droite ; et la plaque de fondation de Nicolas Le Clerc, fondeur de (cloches ?), partiellement effacée, devant le premier pilier des grandes arcades, dans la nef de gauche. Elle date de 1639, et est surmontée d'un fronton brisé formée par deux ailerons, ainsi que d'un pot à feu. De l'ancienne chaire à prêcher baroque, ne subsiste plus que le cul-de-lampe qui supportait la cuve. Il a été monté à l'envers devant le deuxième pilier des grandes arcades, et tient lieu d'autel de Sainte-Thérèse.

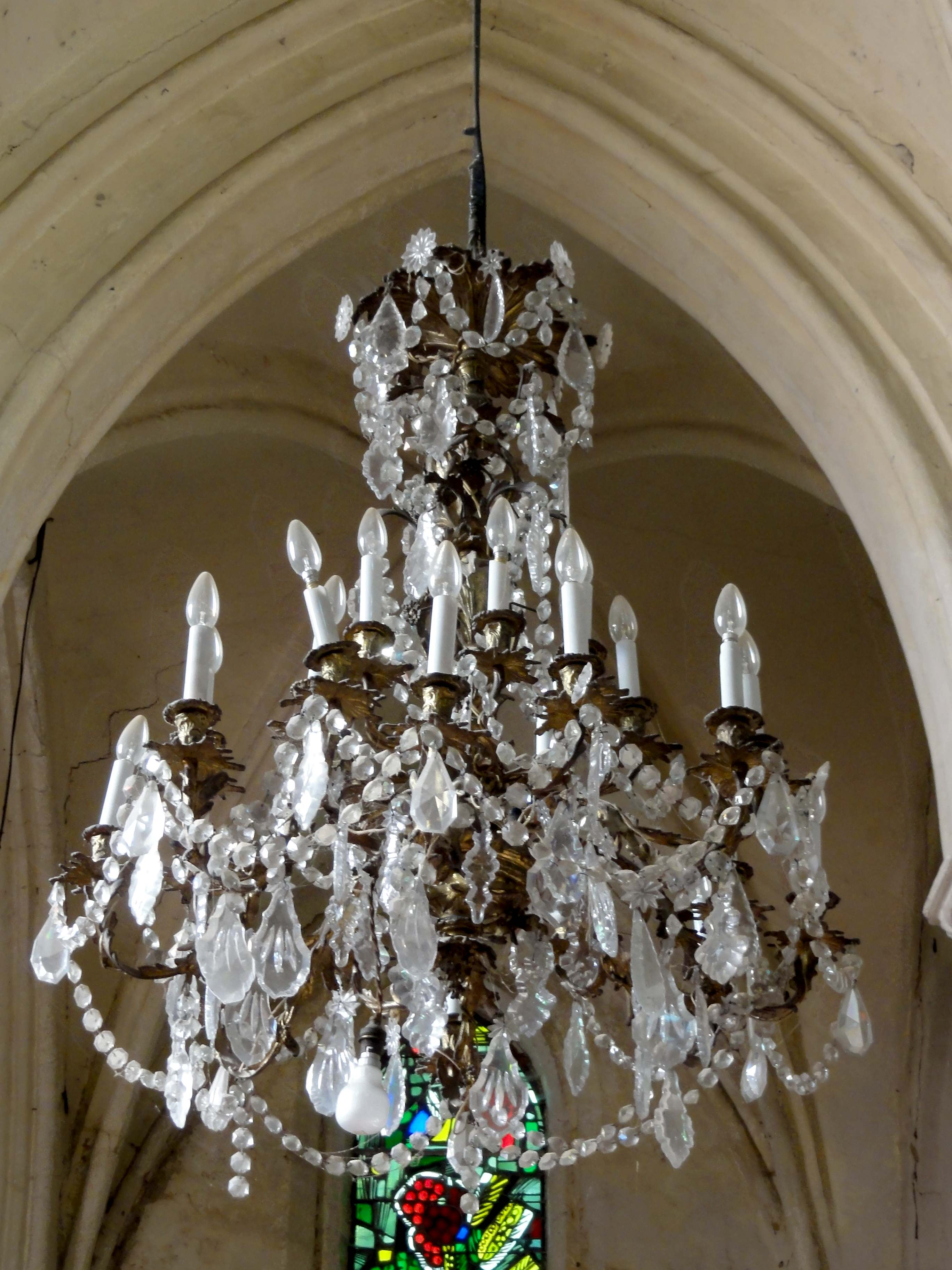
Lustre à pampilles.
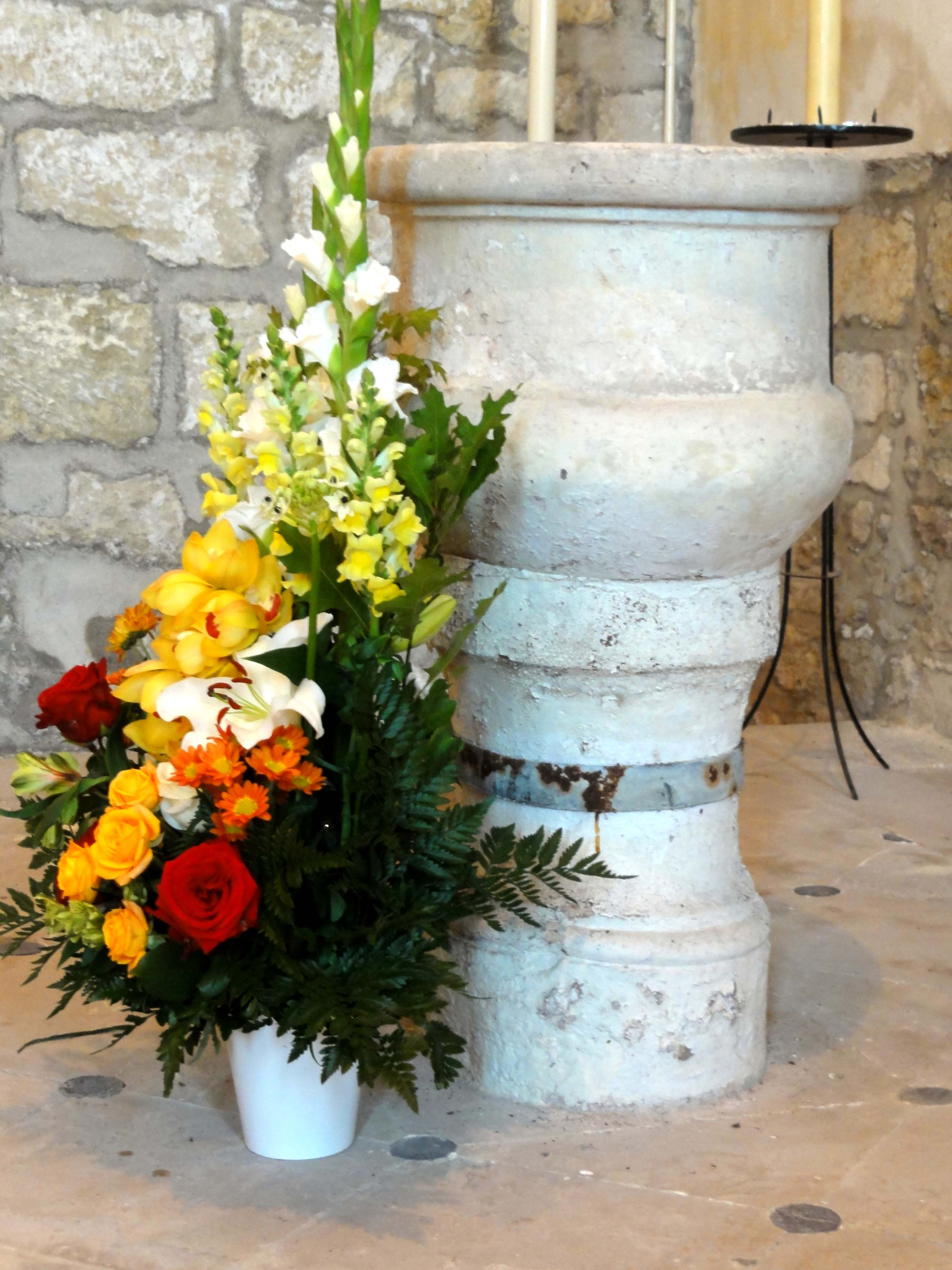
Fonts baptismaux.
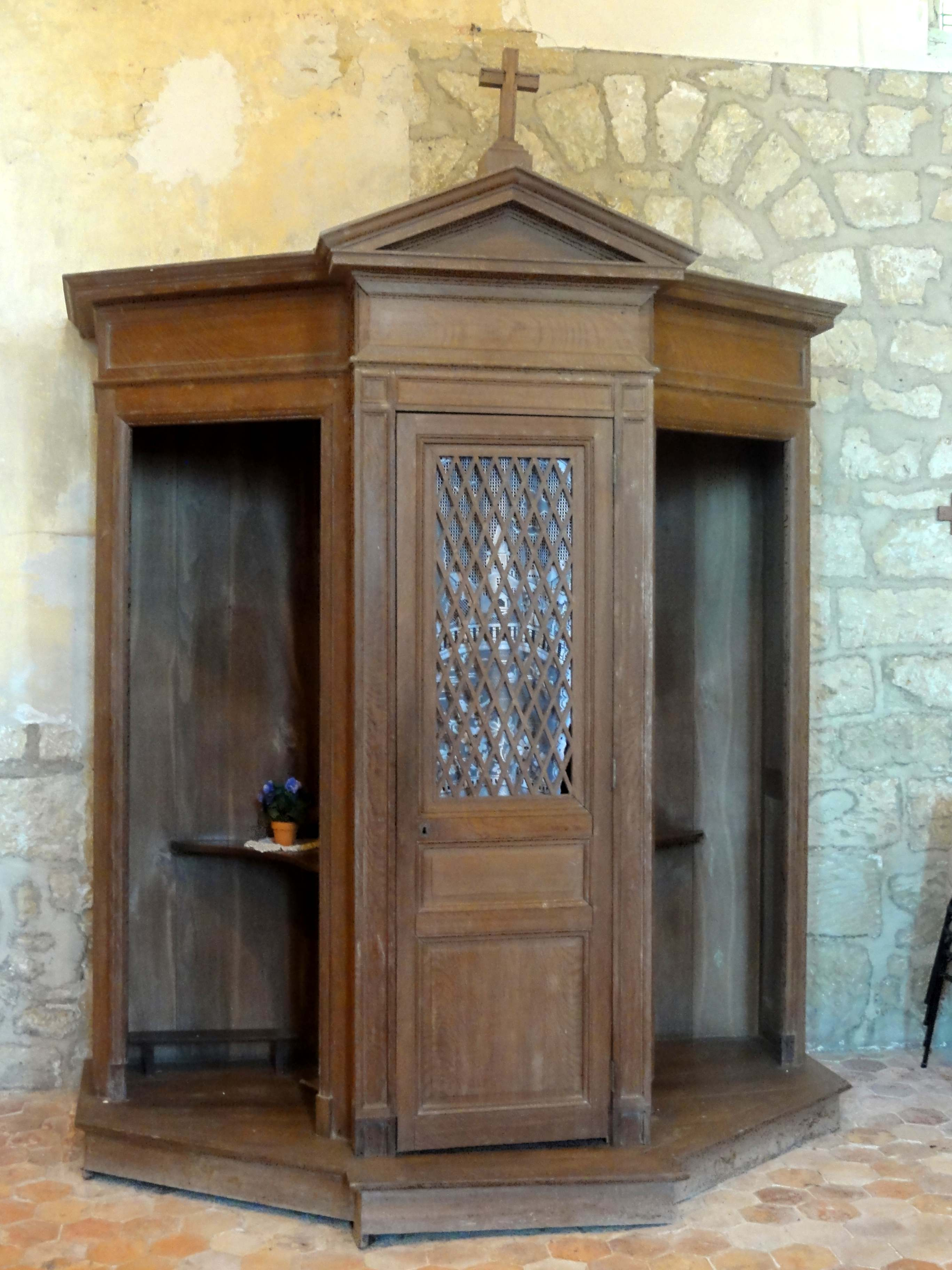
Confessionnal.
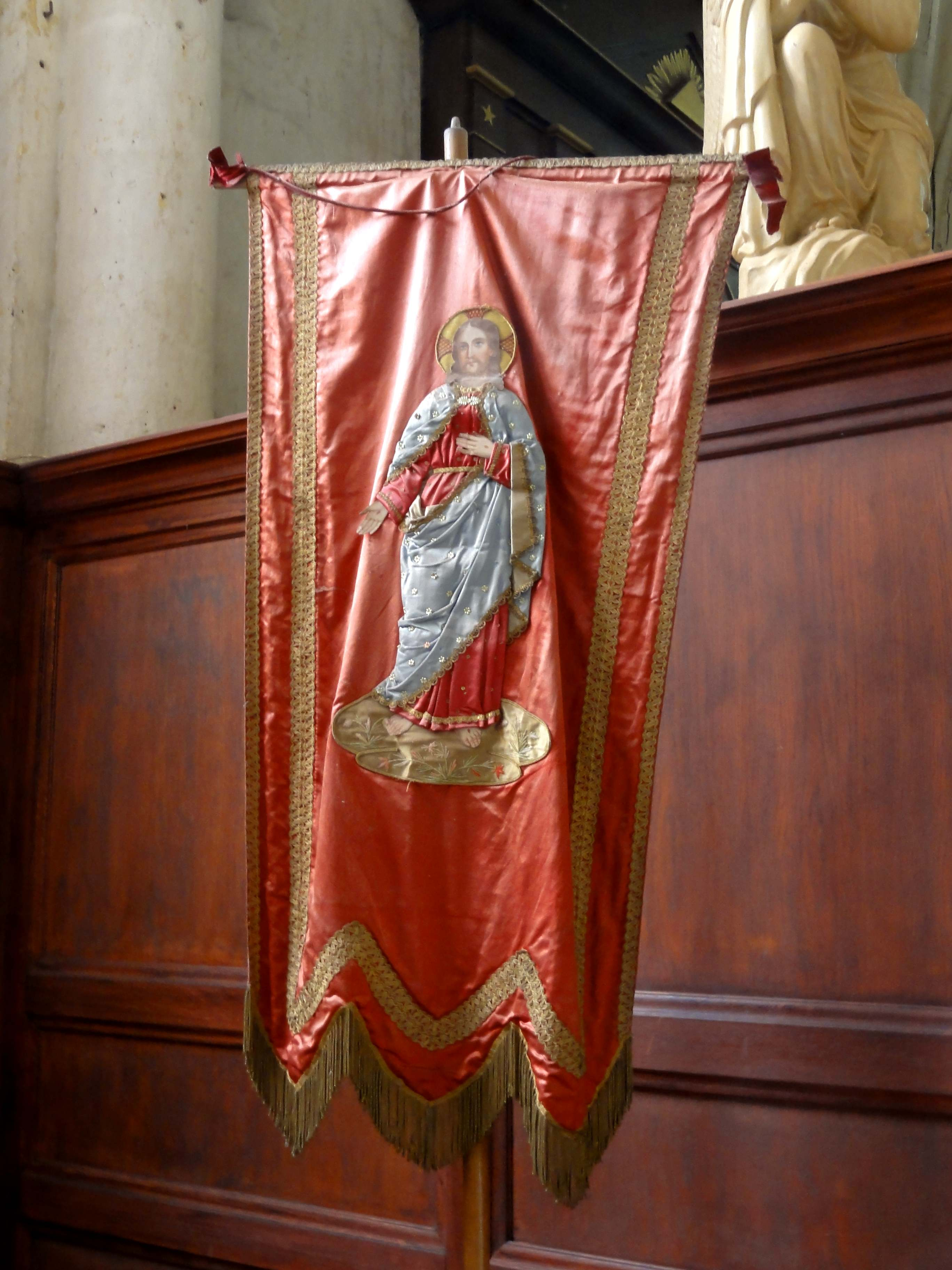
Bannière de procession.
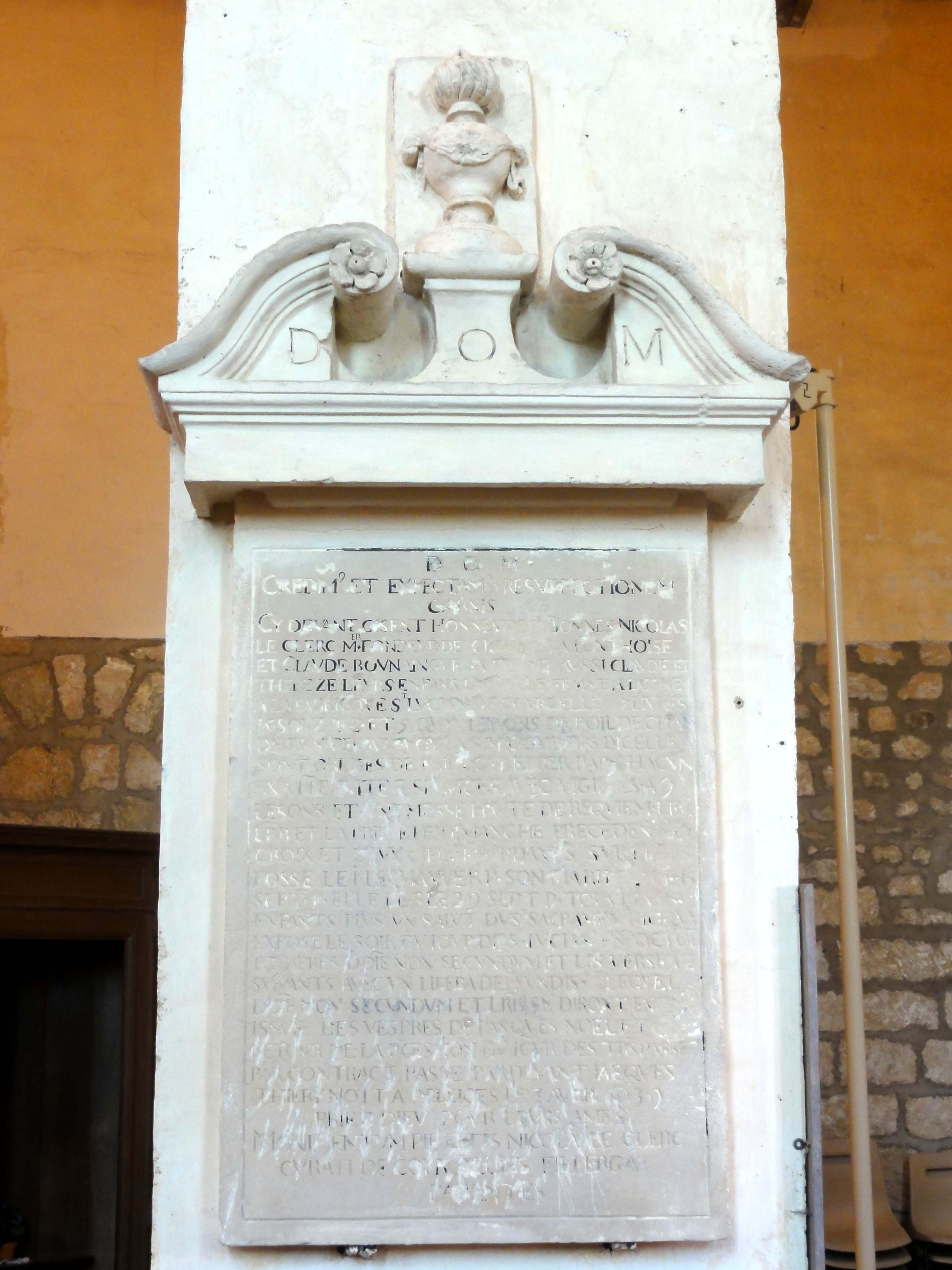
Plaque de fondation.
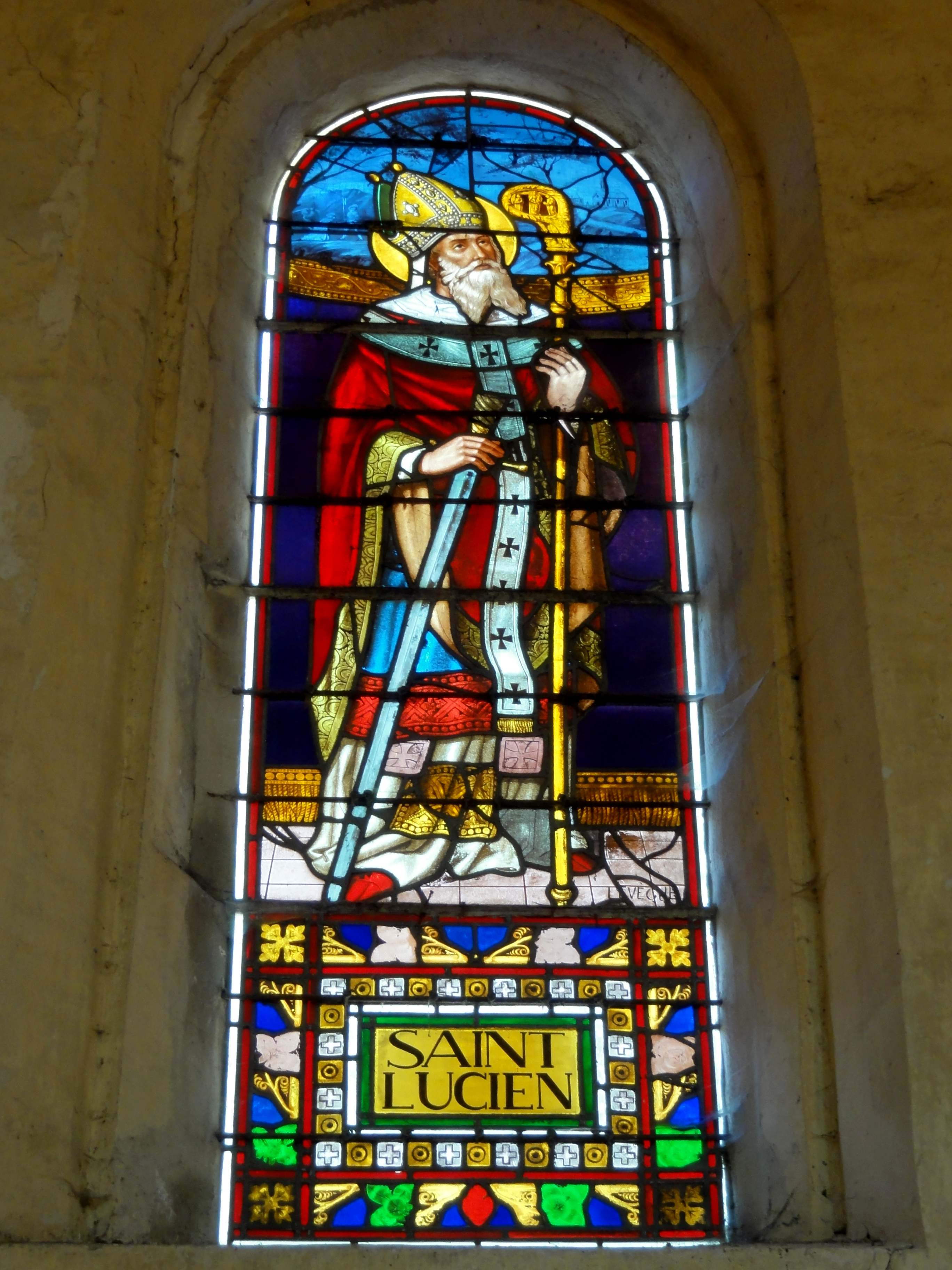
Vitrail de saint Lucien.